# Citroën
Citroën es una marca de la industria automotriz fundada en 1919 por André Citroën, actualmente propiedad de Stellantis. Su sede central se encuentra en la ciudad de Poissy, Saint-Ouen (Sena-Saint Denis), Francia. La marca creó entre otros modelos el utilitario Citroën H, el Citroën 2CV, el Citroën Mehari, el Citroën DS y también el Citroën CX
Desde 1976 formaba parte del Groupe PSA. Destacan también sus vehículos comerciales y de competición.
Citroën ha sido recompensado con numerosos premios por sus vehículos, por ejemplo: una vez Coche del Año de los Estados Unidos Motor Trend coche del año; 3 veces Coche del Año en Europa; 10 veces Coche del Año en España; y 8 veces Coche del Año en Italia o 3 veces como Coche del Año en Irlanda.
Citroën es el único constructor de automóviles que ha ganado tres campeonatos oficiales diferentes de la Federación Internacional del Automóvil: en Rally raid; en el Campeonato Mundial de Rally "WRC"; y en el Campeonato Mundial de Turismos "WTCC". Citroën es también el fabricante de automóviles que ha ganado más títulos de campeón del mundo: 15 títulos de campeón del mundo en 15 participaciones. Citroën obtuvo 5 veces el Campeonato Mundial de Rally Raid; 8 veces el Campeonato Mundial de Rally "WRC"; y 2 veces el Campeonato Mundial de Turismos "WTCC".

## Historia

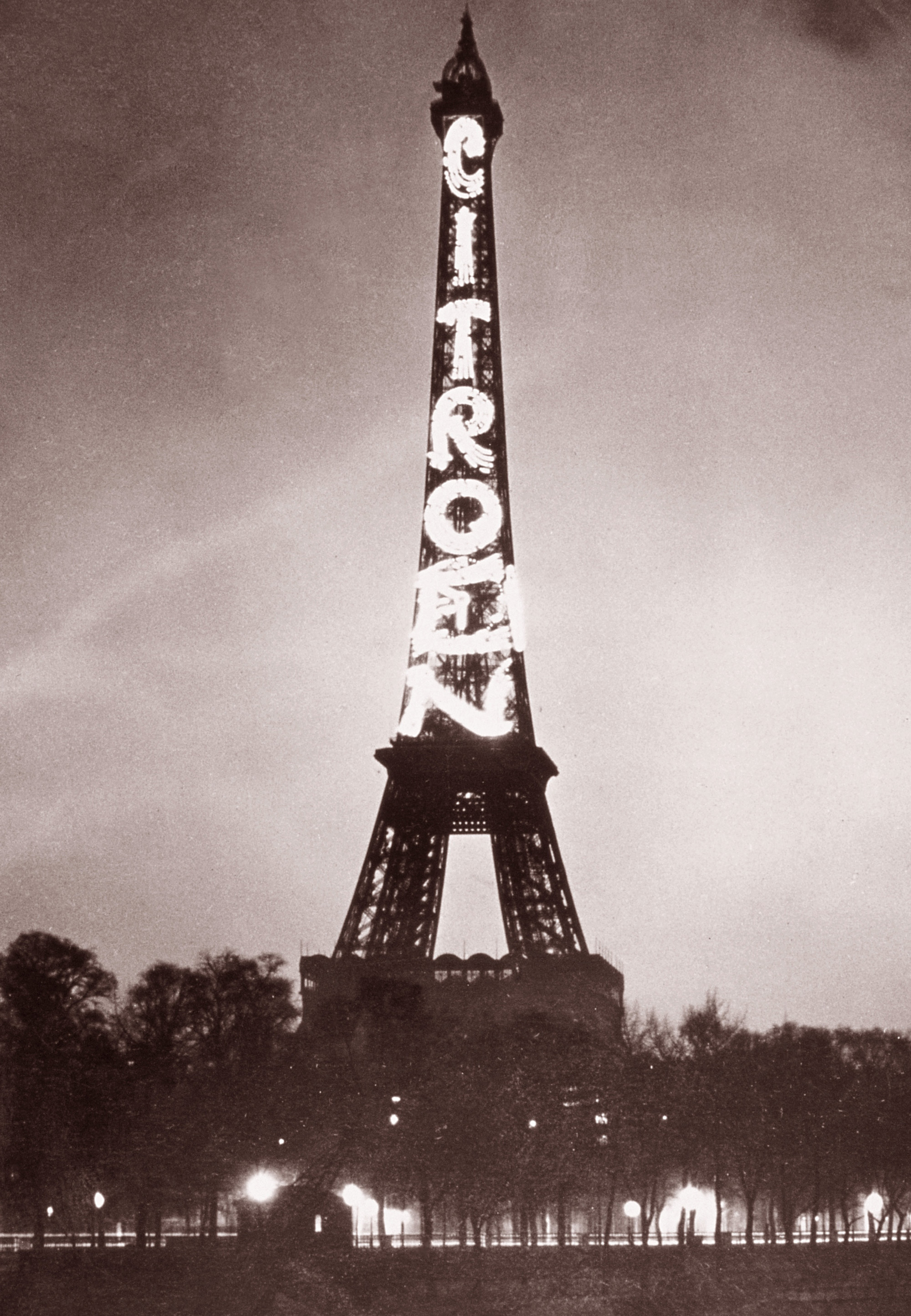
La torre Eiffel en 1925, con las letras formando el nombre de ≪Citroën≫.

El inicio de Citroën tuvo lugar en los primeros años de la década de 1900, cuando su fundador André Citroën fue nombrado en 1906 como 
administrador de la sociedad de automóviles Mors, la cual se encontraba en riesgo de desaparición. Su trabajo en esta compañía se vio potenciado con la implementación de su invento más reconocido, como lo fueron los engranajes helicoidales dobles, que perfeccionaron el andar de esos vehículos. Con el inicio de la Primera Guerra Mundial, Citroën pasa a dirigir una fábrica de obuses en la cual se desempeña hasta el fin de la contienda. Una vez finalizado el conflicto bélico, Citroën se hace con las acciones de la sociedad Mors, nombrando a la empresa con su apellido y adoptando como blasón el diseño del Doble Chevrón, simbolizando el formato de los novedosos engranajes por él inventados.
En el año 1919, viaja a Estados Unidos y estudia la fabricación en cadena de Henry Ford. Copia el sistema y transforma su taller de París donde desarrolla su primer modelo denominado tipo A. Este es el primer coche europeo fabricado en serie y el cual fue revolucionario para su época ya que fue el primer coche de bajo coste que incluía elementos de lujo como el encendido eléctrico o una rueda de repuesto y se convirtió en un éxito.
En 1924 Citroën cuenta con la colaboración de un ingeniero estadounidense, Edward Gowan Budd quien desde 1899 construía vagones de acero para ferrocarriles, pero después se dedica a la construcción de carrocerías para coches, principalmente para Dodge. Citroën introduce en Europa la primera carrocería de acero para automóviles. Los competidores que utilizan madera para sus carrocerías pronto copian la idea y además introducen formas más aerodinámicas para sus coches lo que hace que Citroën evolucione la línea de sus coches con el fin de modernizarlos. Citroën utiliza como estrategia de ventas los bajos precios de sus coches, pero esto le lleva a tener muchas pérdidas financieras. Al principio de los años 30, antes de rendir cuentas a sus banqueros, André Citroën intenta salvar su negocio lanzando un modelo revolucionario denominado Traction Avant (tracción delantera). Este coche domina a todos sus rivales durante 15 años, pero tiene un desarrollo muy costoso. En 1935, Pierre Michelin reemplazó a André Citroën en la dirección de la empresa.

### La aventura

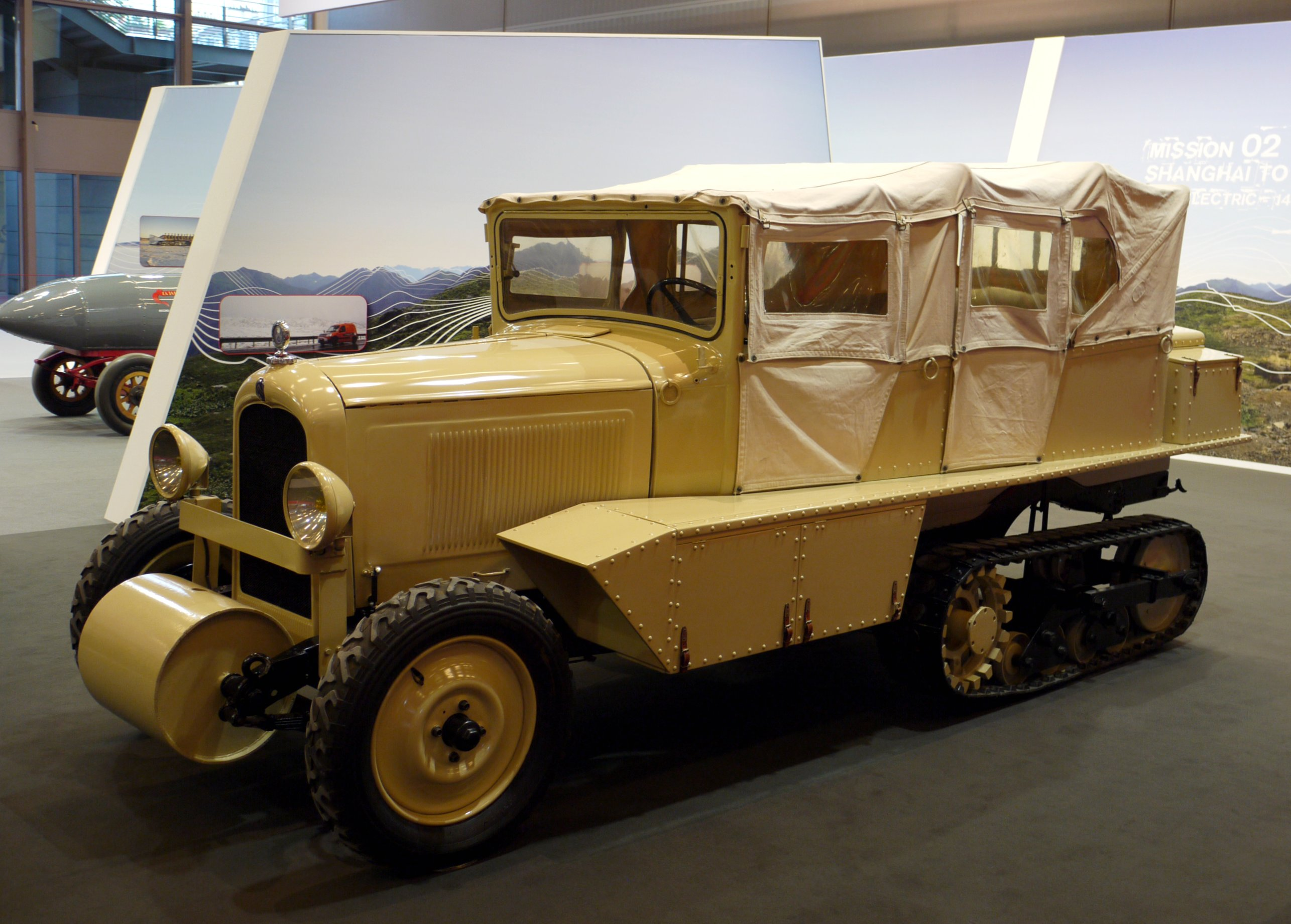
Citroën-Kégresse utilizado en la expedición Croisière Jaune entre el 6 de abril de 1931 y el 12 de febrero de 1932.

Los inicios de su historia están igualmente marcados por las expediciones organizadas por André Citroën a través del desierto del Sahara, de África y de Asia. Estas expediciones dirigidas por Georges-Marie Haardt y Louis Audouin-Dubreuil, utilizaban vehículos semioruga Citroën-Kégresse para demostrar la robustez de sus productos. En estas expediciones también viajaban científicos y periodistas que grababan películas y realizaban experimentos científicos.

### La publicidad
Citroën destacó notoriamente en el plano publicitario llegando hasta vender miniaturas de sus coches a los niños. Pretendía que los niños al comenzar a hablar, dijeran sus primeras palabras: ≪¡Mamá!, ¡Papá!, ¡Citroën!≫. Consiguió también que un anuncio luminoso suyo fuera instalado en la torre Eiffel.

### La Segunda Guerra Mundial
Durante la Segunda Guerra Mundial los talleres de Citroën tienen muy poco trabajo durante los años 1941 y 1942 deteniendo su producción en 1943 y se dedican a fabricar y suministrar municiones. Los prototipos de un pequeño coche revolucionario son destruidos por miedo a que el bando enemigo descubra su tecnología, pero se oculta uno en Auvernia por orden de Michelin. De este coche nacerá en 1948 el 2CV. El coche se fabricaba siguiendo unas directrices: que un granjero pueda circular a más de 50 km/h (31 mph) por un camino rural, con un pasajero, un costal de 50 kg (110 libras) y una cesta de huevos que no se rompan y su diseño tenía que ser como un paraguas abierto con cuatro ruedas. Es un coche muy bien aceptado por la clientela debido a su bajo precio; y a que se adapta a las penurias económicas que sufren los franceses como consecuencia de la guerra. Convertido en un coche de culto el 2CV se dejó de fabricar en 1990.

### La etapa Michelin

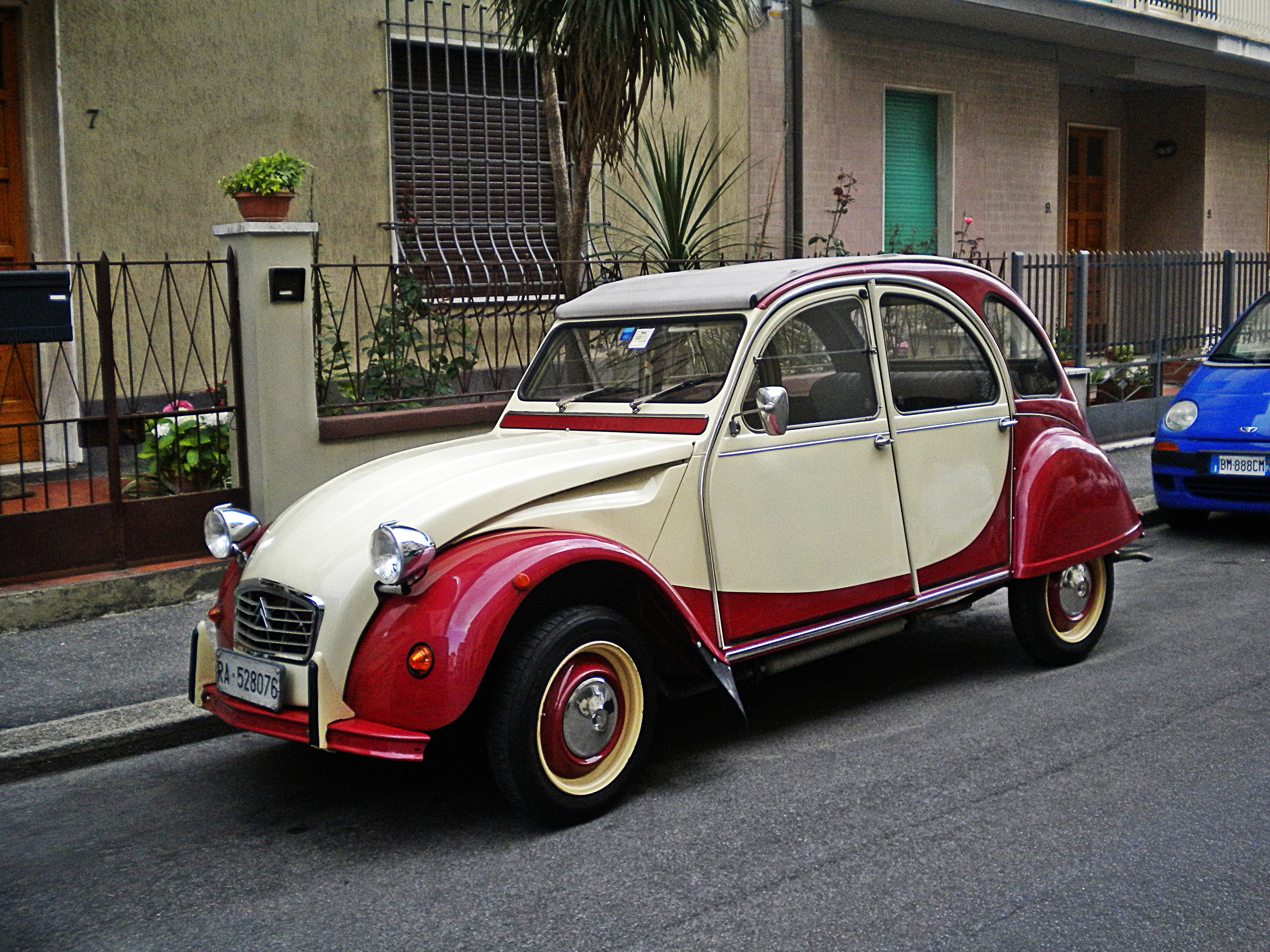
Citroën 2CV de 1955.

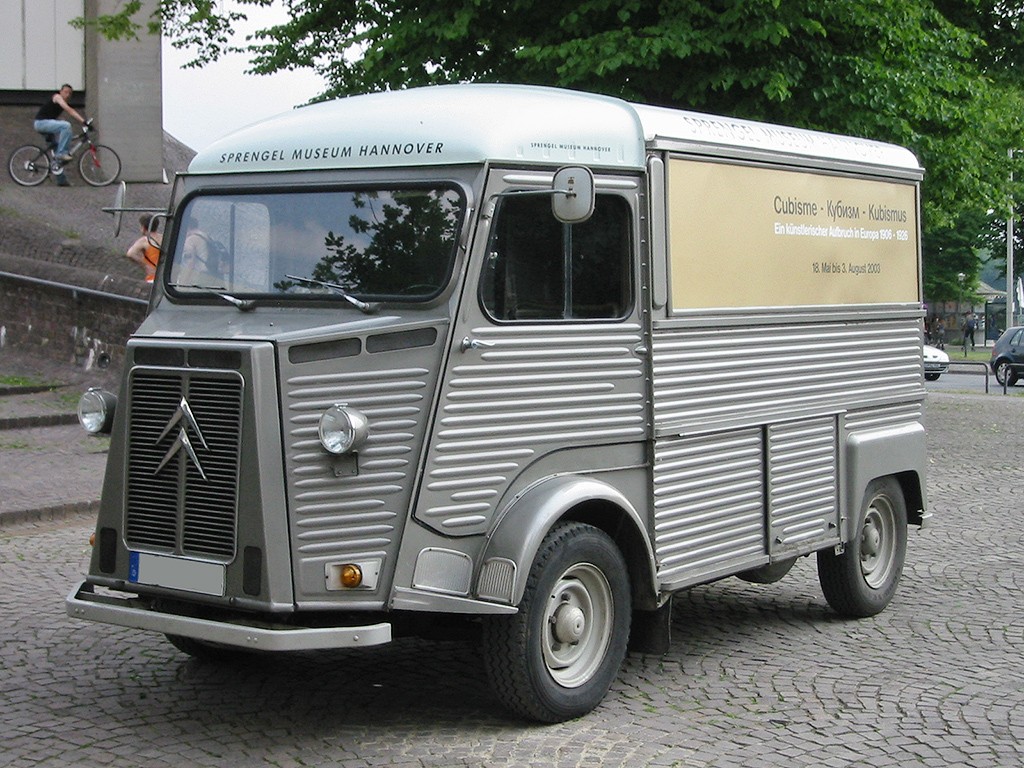
Citroën H

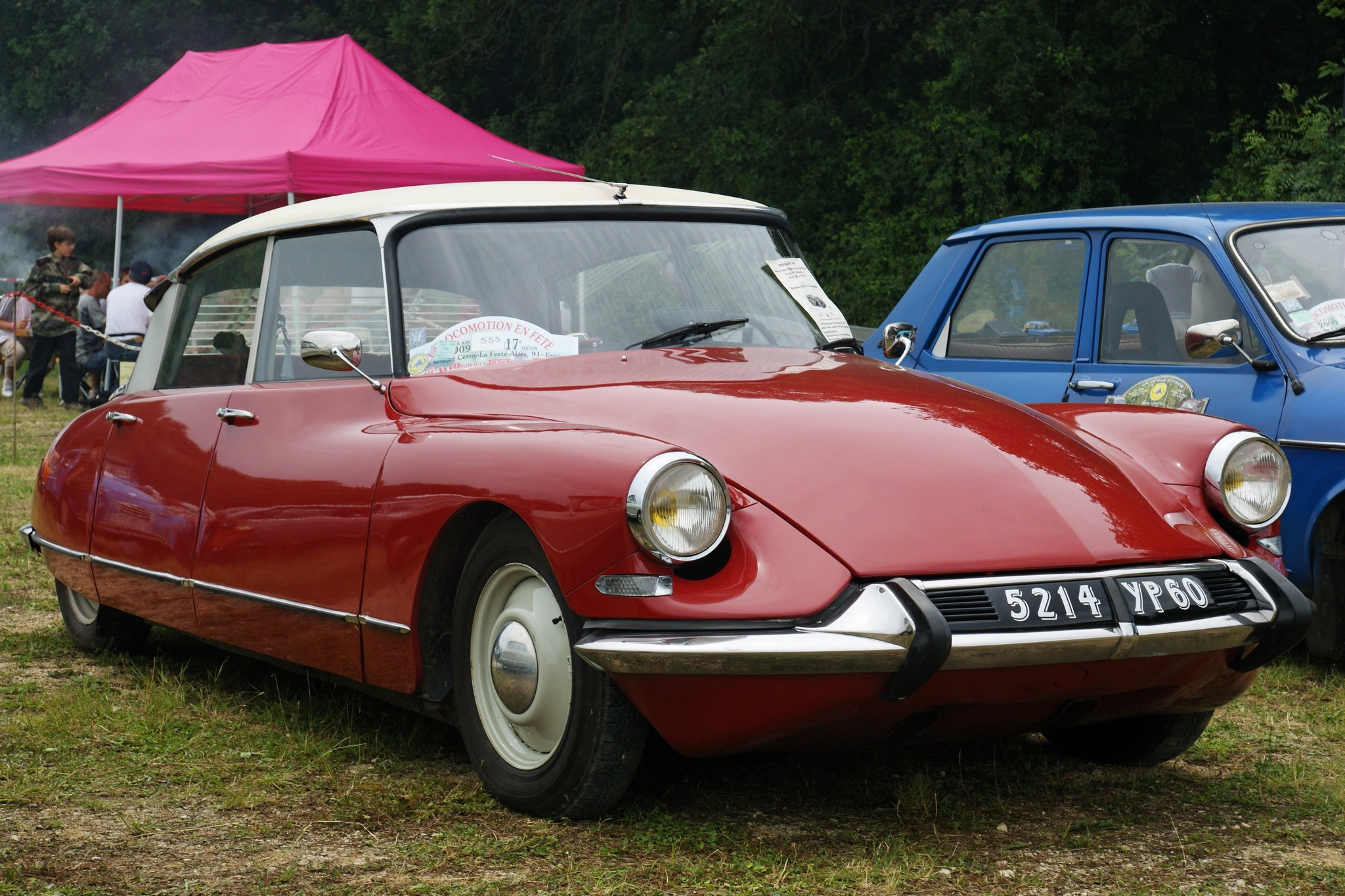
Citroën DS de 1955.

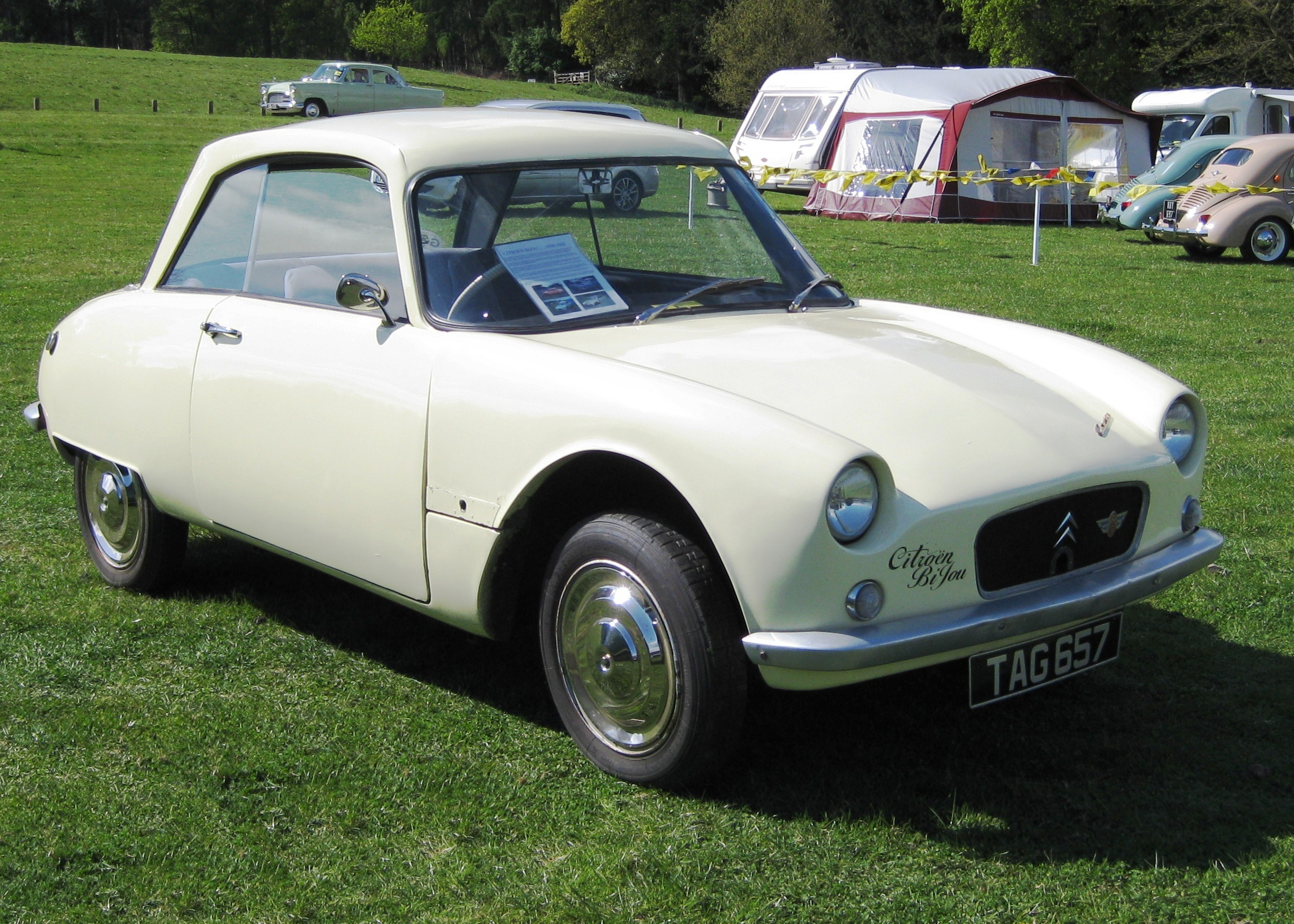
Citroën Bijou de 1961 ("Joya").

En 1955, Citroën asienta un poco más su dominación tecnológica con la salida al mercado de un nuevo modelo, el DS, también llamado "Sapo" o "Tiburón". Este modelo fue equipado con un sistema de suspensión hidroneumática, como sus antecesores el C11 y el C15. El DS disponía de dirección asistida, frenos hidráulicos y una caja de cambios semiautomática Citromatic; todo ello movido por una bomba de alta presión instalada en el coche. Esta suspensión, que aportaba un mayor confort a los usuarios, se sigue utilizando durante los siguientes 50 años con otros modelos de la marca (SM, GS, CX, BX, XM, Xantia y C5) y que utilizan otros automóviles de lujo, entre ellos algunos modelos de Rolls-Royce como el Rolls-Royce Silver Shadow. En 1965, Citroën tomó el control de Panhard con la esperanza de utilizar las habilidades de esta marca para los coches de gama media con el fin de cubrir el hueco entre el 2CV y el gran DS/ID.
En 1967, compró Maserati, lo que le permitió desarrollar y presentar en 1970 el SM, un modelo que fue equipado con un motor V6 originario de la marca italiana. A pesar de que este coche se presentó con innovaciones que lo hacían demasiado avanzado para su tiempo, como el uso de suspensión hidroneumática, dirección Dirávi, asistencia variable con arreglo a la velocidad, su coste de fabricación fue muy caro significando un fuerte fracaso financiero para Citroën. Las 12.300 unidades vendidas en cinco años no bastaron para amortizar las deudas generadas y para peor, las ventas fueron agravadas por la crisis del petróleo de 1973. En esa década, Citroën presentó una gama de productos muy desequilibrada, con un tope de gama como el DS (muy sofisticado y caro), complementado con sus modelos pequeños y competitivos, pero no provechosos, como los 2CV, Ami 6, Ami 8 y Dyane. El 2CV estaba perdiendo en ventas desde el lanzamiento del Renault 4, por lo que, para poder venderlo, Citroën tiene que tomar como base un precio tan bajo que deja muy pocos beneficios. Por otro lado, los automóviles de gama media basados en el 2CV (Ami 6, Mehari, Dyane) estaban claramente faltos de potencia y elasticidad, al haber tenido que basarse (por falta de presupuesto para desarrollo) en el motor de 602 centímetros cúbicos y en el chasis del más ligero del 2CV.
Las enormes pérdidas sufridas por Citroën, fueron causadas por fallas de la empresa en el desarrollo de un motor rotativo y los costos masivos de desarrollo para modelos tanto de Citroën (como el GS, el CX y el SM), como de Maserati (como el Bora, el Merak y el Khamsin). A pesar de ello, cada uno de estos modelos fue una maravilla tecnológica por derecho propio, tal es el caso del SM, hoy considerado una reliquia por parte de coleccionistas.
La situación financiera de Citroën se agravó a partir de 1970, lo que terminó llevando a que la firma sea fusionada por parte de su par compatriota Peugeot, formando a partir del año 1976 la sociedad del grupo PSA. Una de las acciones que Citroën debió cumplir para que pudiera establecerse esta fusión, fue el tener que deshacerse de Maserati, lo cual terminaría haciéndolo al traspasar sus activos a un grupo financiero comandado por Alejandro de Tomaso.

### La etapa Peugeot
Puesto que Citroën tuvo dos nuevos diseños acertados en el mercado en este tiempo (el GS y CX) y Peugeot era típicamente prudente en sus propias finanzas, la empresa de PSA se convirtió en un éxito financiero en el periodo 1975 - 1979. PSA entonces compró los activos de la envejecida Chrysler Europa, conduciendo al consorcio a pérdidas económicas en los años 1980 a 1985.
La cohabitación de las dos marcas es muy difícil durante más de veinte años.
PSA vende Maserati a De Tomaso en 1975, y la firma italiana pudo rápidamente explotar la gran imagen de marca Maserati para vender decenas de millares de unidades de modelos biturbo nuevamente diseñados.
PSA también eliminó la actitud ambiciosa de Citroën por el diseño y la ingeniería en favor del conservadurismo de Peugeot. PSA purgó al personal de diseño y de desarrollo y cambió la imagen con éxito de Citroën como abastecedor del negocio de transporte.
Citroën difícilmente logró defender su identidad, los puristas de la marca le reprocharon una falta de audacia estilística y tecnológica. Para salvar al grupo, a principios de los años 80, Citroën y Peugeot tuvieron que compartir muchas piezas para fabricar sus coches; motores, plataformas, carrocerías enteras, etc., como por ejemplo el Citroën LNA y el Peugeot 104.
La presidencia de Jacques Calvet fue marcada por la tibieza de los modelos, aunque el XM y el Xantia por su estilo y suspensión fueron característicos de Citroën.

### El resurgimiento

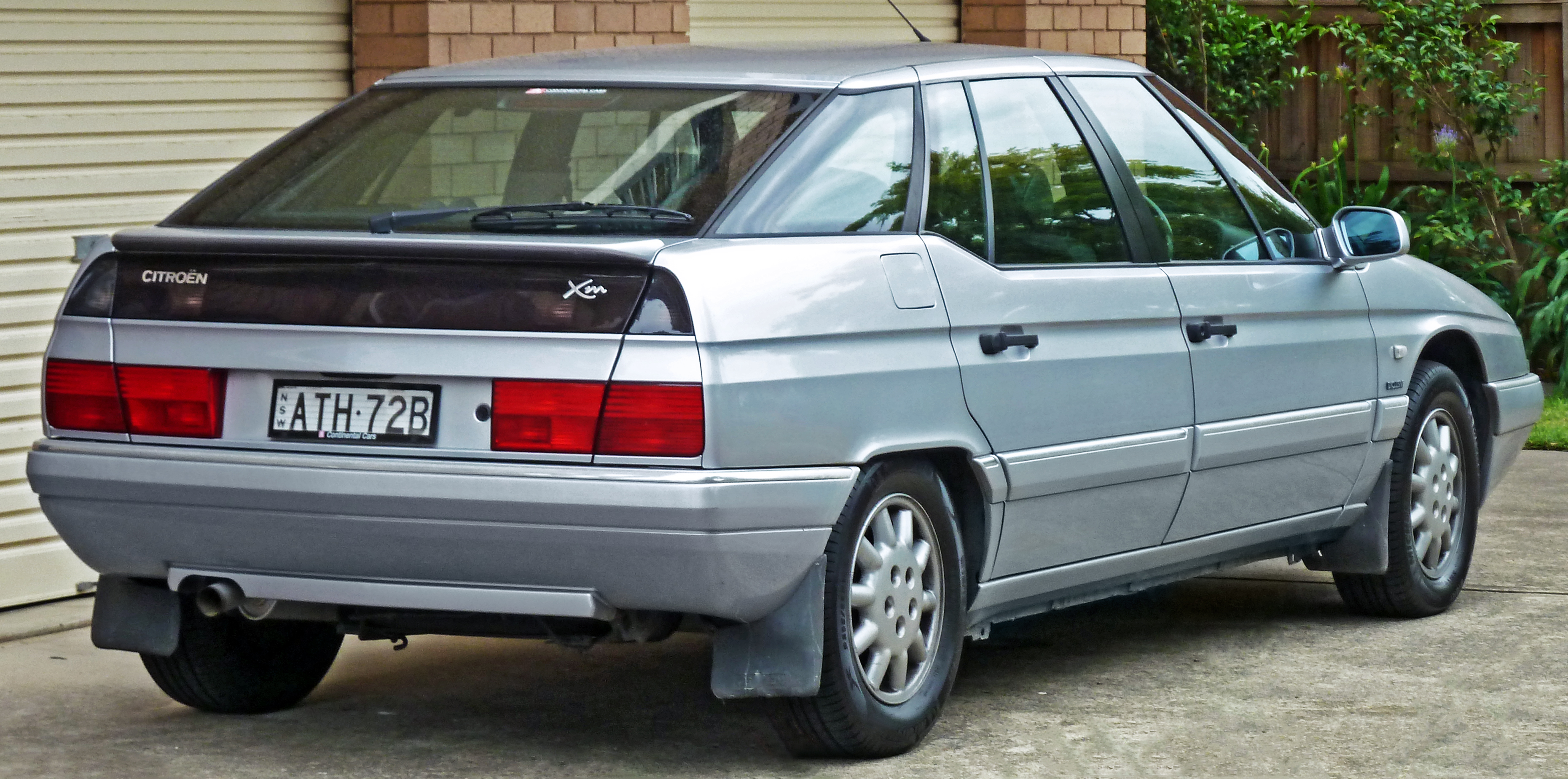
Citroën XM hatchback de 1990.

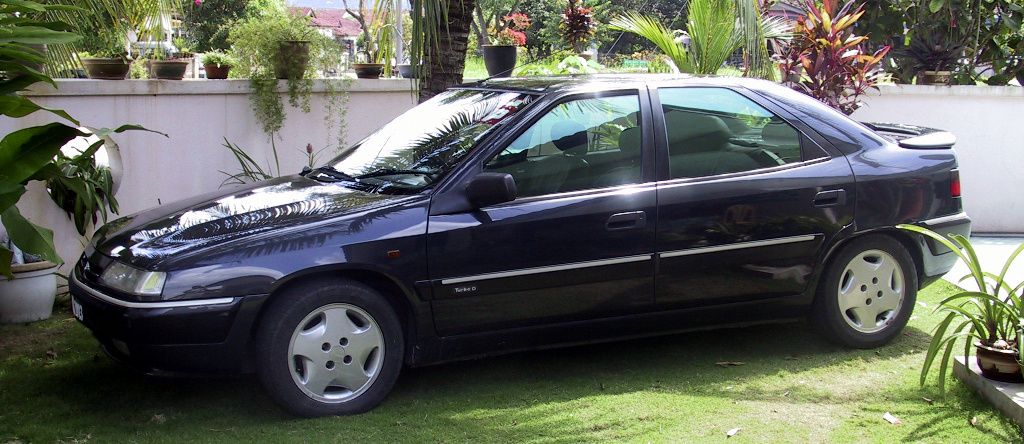
Citroën Xantia de 1993, Coche del Año en España en 1994.

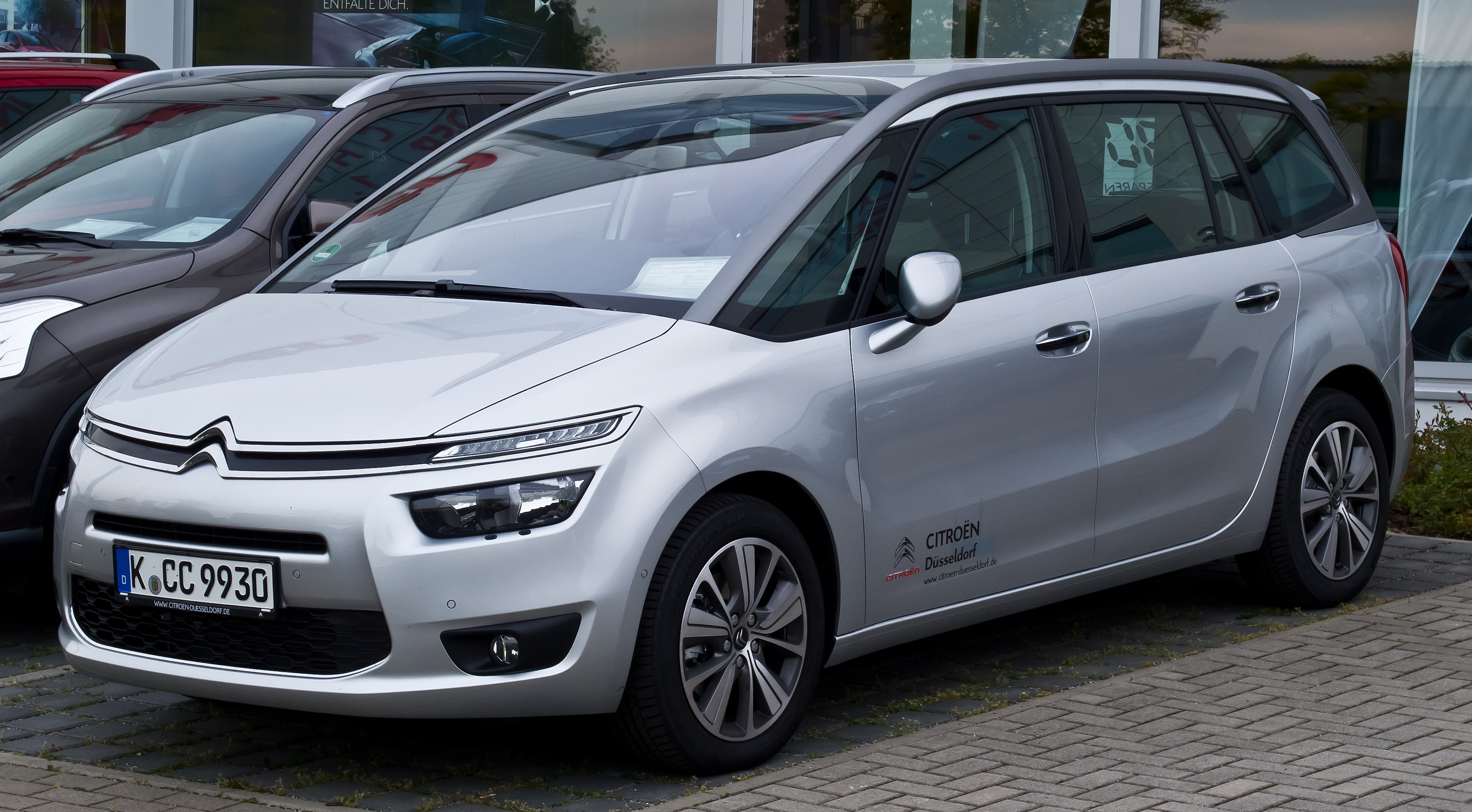
Citroën C4 Picasso (2013), Coche del Año en Irlanda 2014.

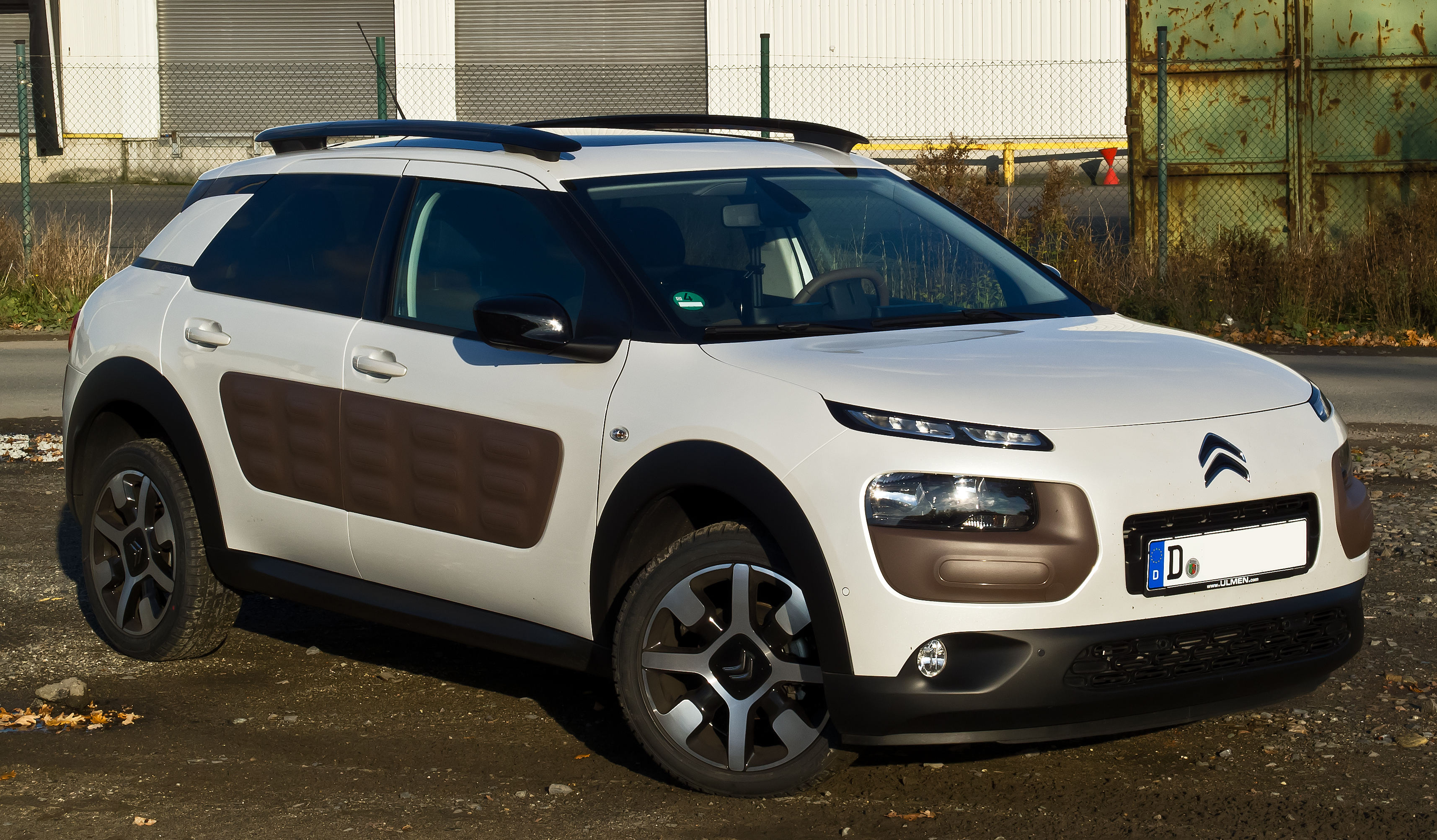
Citroën C4 Cactus 2014, Coche del Año en España 2015. y en Dinamarca

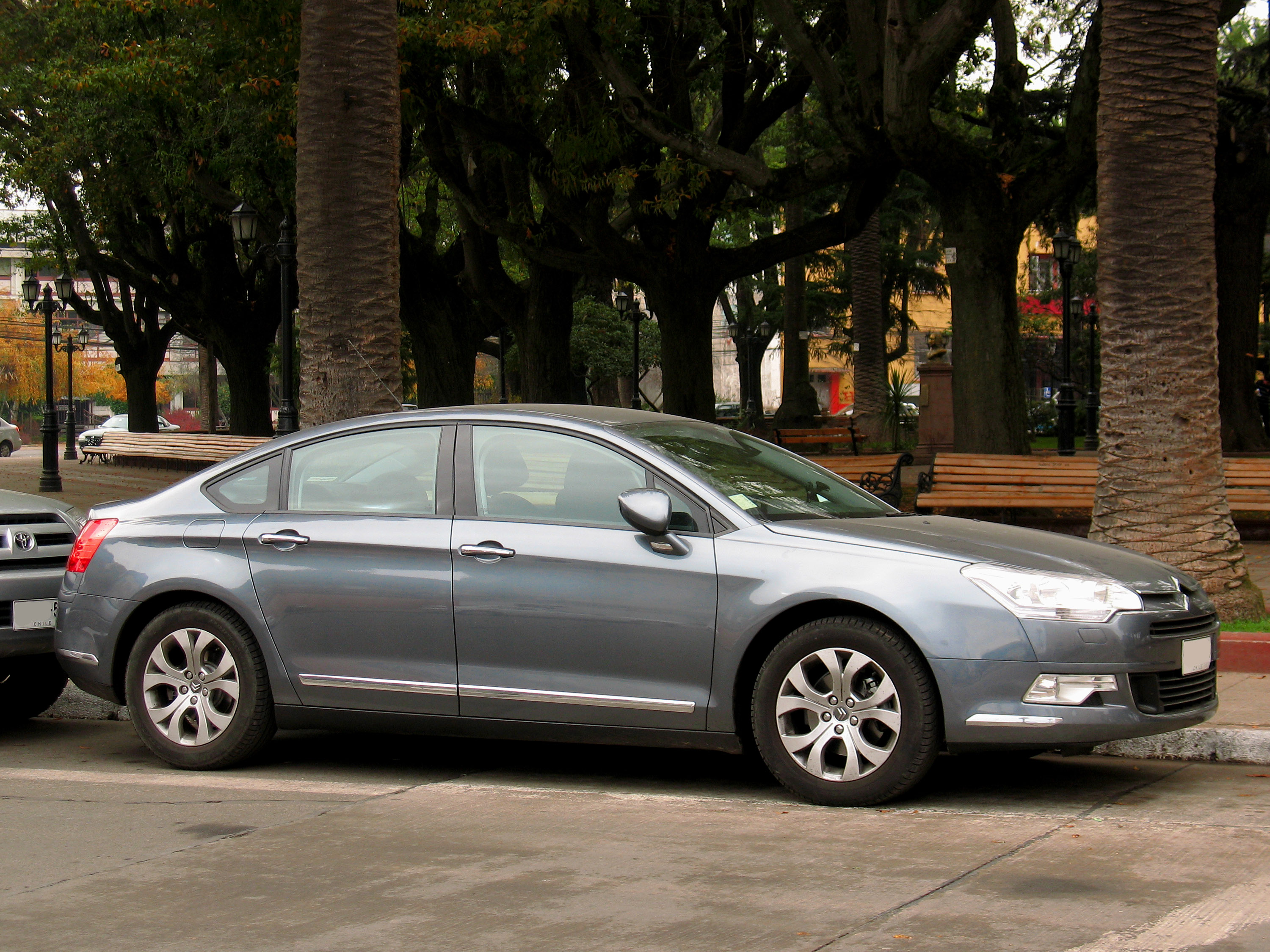
Citroën C5 de 2008, Coche del Año en España y en Irlanda.

Con la llegada a la presidencia del Groupe PSA de Jean-Martin Folz, la cohabitación Citroën-Peugeot, parece llegar a establecer un equilibrio. Las dos marcas asumen sus diferencias y cada una sigue su estilo propio. Los Citroën C2, C3 y C4, poseen una fuerte identidad estilística ideada por Jean-Pierre Ploué, director de estilo de Citroën y sucesor de Flaminio Bertoni (diseñador del 2CV y del DS) y también de Robert Opron (SM, GS, CX).
Los antiguos talleres situados a orillas del Sena son convertidos, después de su demolición, en un extenso parque bautizado con el nombre del creador de la marca André Citroën.
Históricamente las fábricas Citroën están situadas en las ciudades francesas de Aulnay-sous-Bois, Rennes y en la española de Vigo (Fábrica PSA de Vigo). Las nuevas fábricas del Groupe PSA, fabrican indiferentemente modelos de las dos marcas.
A finales de 2007, tenía una plantilla total de 13 900 empleados.

### Premios

#### Coche del año en los Estados Unidos de América
- 1972 Citroën SM Motor Trend Car of the Year

#### Coche del Año en Europa
- 1971 – Citroën GS
- 1975 – Citroën CX
- 1990 – Citroën XM

Varios modelos también se clasifican segundo o tercero en la votación.
- 1971 – Citroën SM
- 1988 – Citroën AX
- 1992 – Citroën ZX
- 1994 – Citroën Xantia
- 2003 – Citroën C3
- 2005 – Citroën C4
- 2007 – Citroën C4 Picasso

#### Coche del Año en España
- 1974 – Citroën GS
- 1977 – Citroën CX
- 1984 – Citroën BX
- 1988 – Citroën AX
- 1992 – Citroën ZX
- 1994 – Citroën Xantia*
- 2003 – Citroën C3
- 2004 – Citroën C2
- 2009 – Citroën C5
- 2015 – Citroën C4 Cactus[5]

(*) : El Renault Twingo fue elegido como ganador del trofeo en 1994

#### Coche del Año en Italia 'Auto Europa'
- 1990 – Citroën XM
- 1992 – Citroën ZX
- 1994 – Citroën Xantia
- 2001 – Citroën Xsara Picasso
- 2002 – Citroën C5
- 2003 – Citroën C3
- 2005 – Citroën C4
- 2012 – Citroën DS4

#### Coche del Año en Irlanda
- 1998 – Citroën Xsara
- 2009 – Citroën C5
- 2014 – Citroën C4 Picasso

## Evolución histórica de los logotipos
El logotipo de Citroën consiste en dos galones o espiguillas invertidas superpuestas o "chevrones" y se inspiran en un invento de André, referente a un engranaje con los dientes en forma de "V", que fueron montados en modelos de altas prestaciones de Citroën y que aventaja en prestaciones a los engranajes de diente plano.  La nueva versión de  septiembre de 2022 volvió a estar circundada por un óvalo.

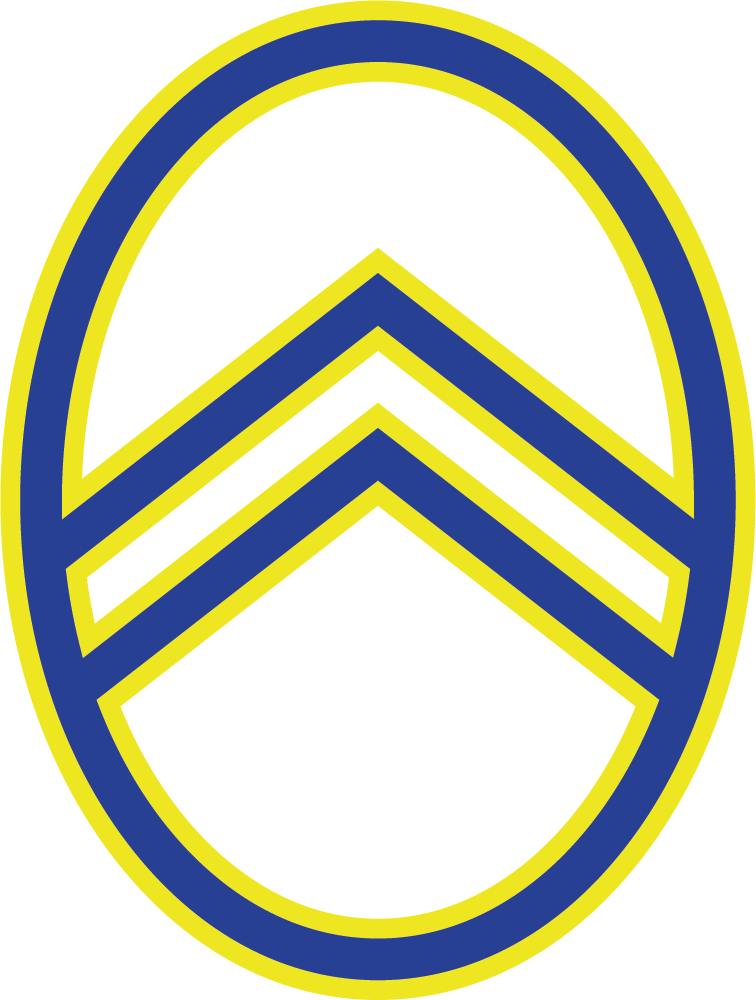
1919
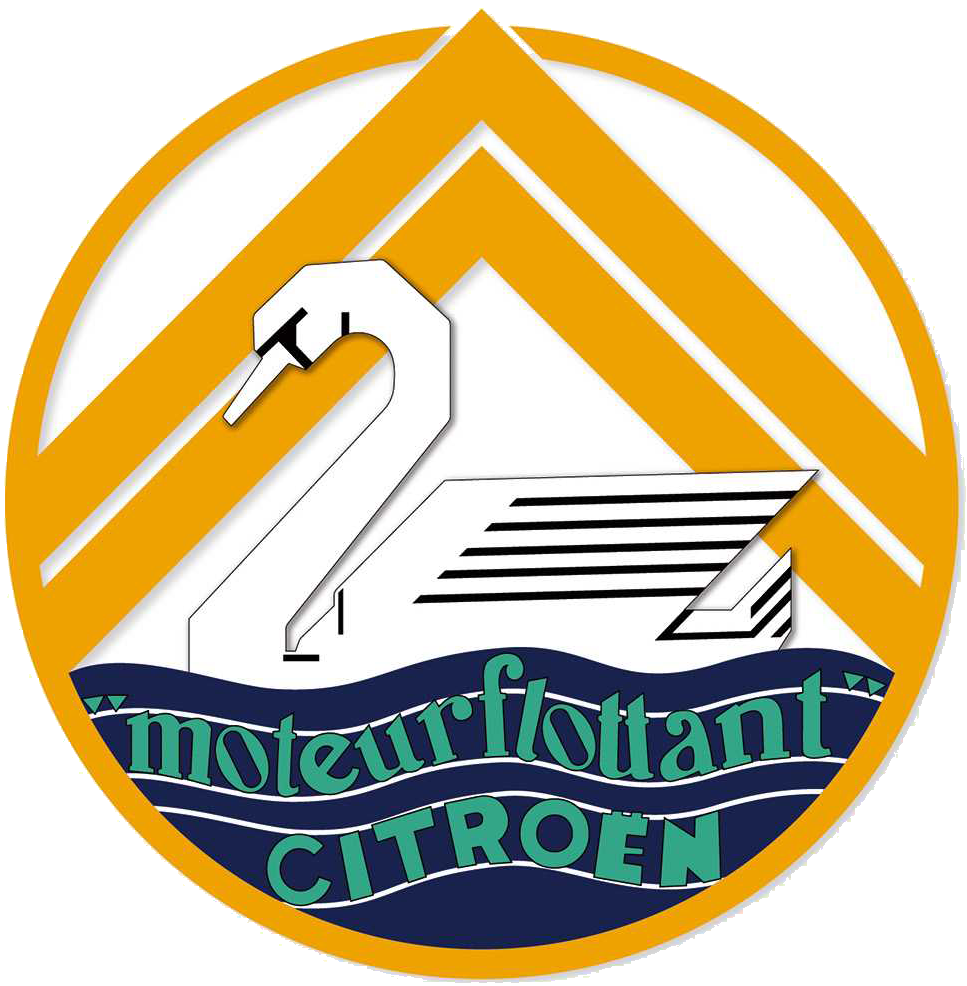
1932-1935
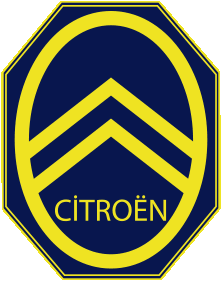
1936-1959
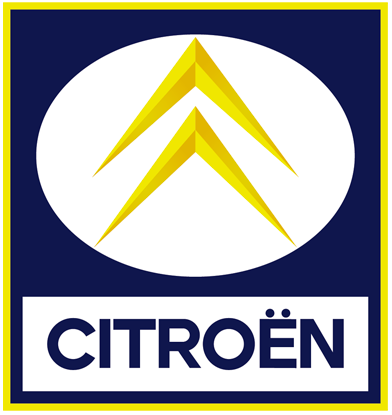
1959
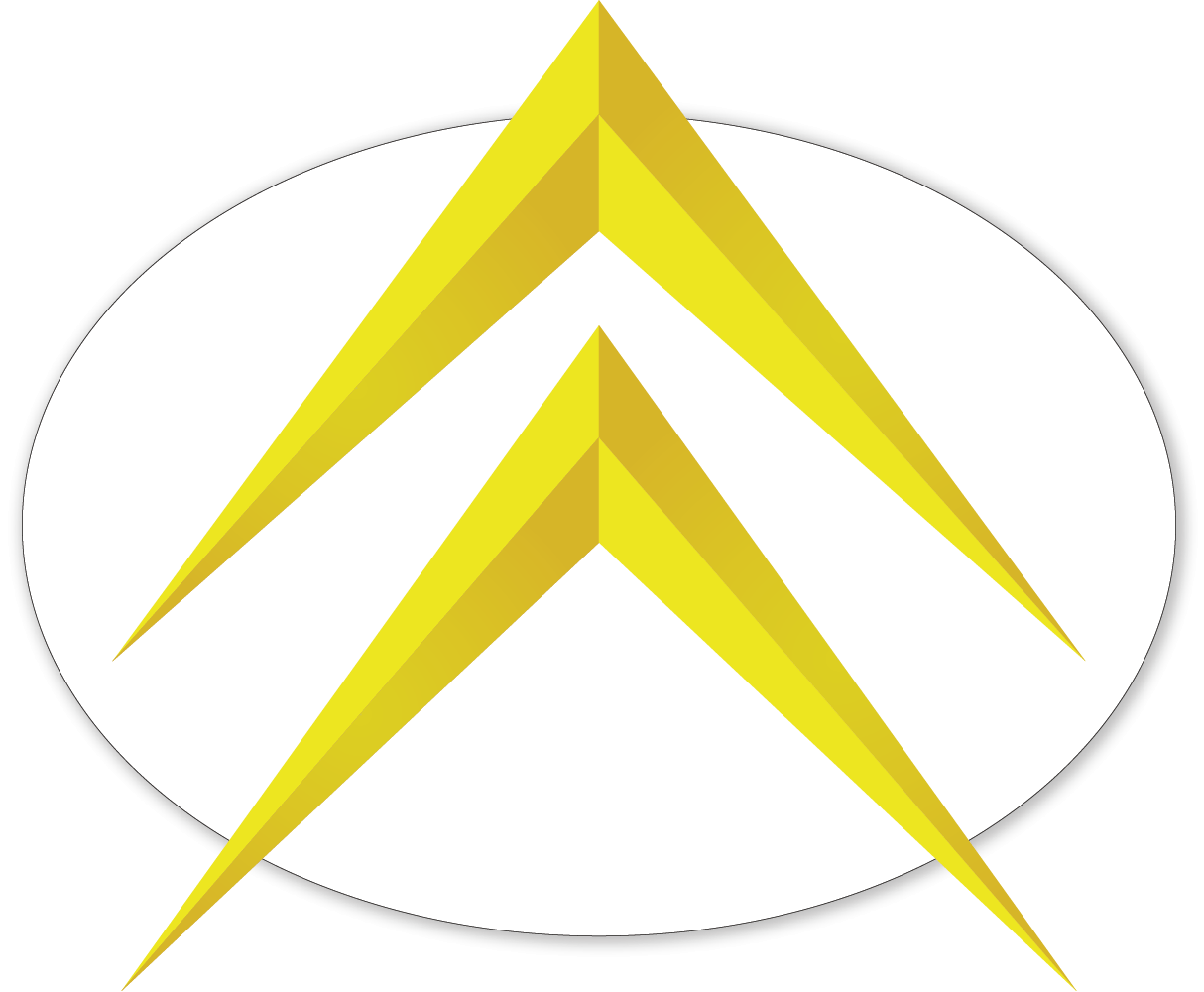
1960
1985-2008
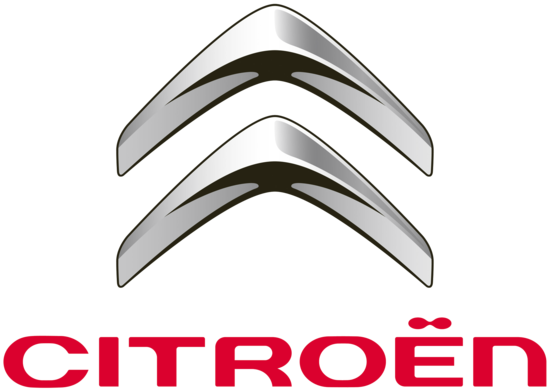
2009
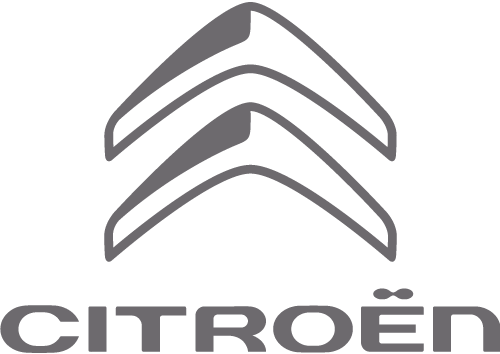
2016
Alternativo de 2021
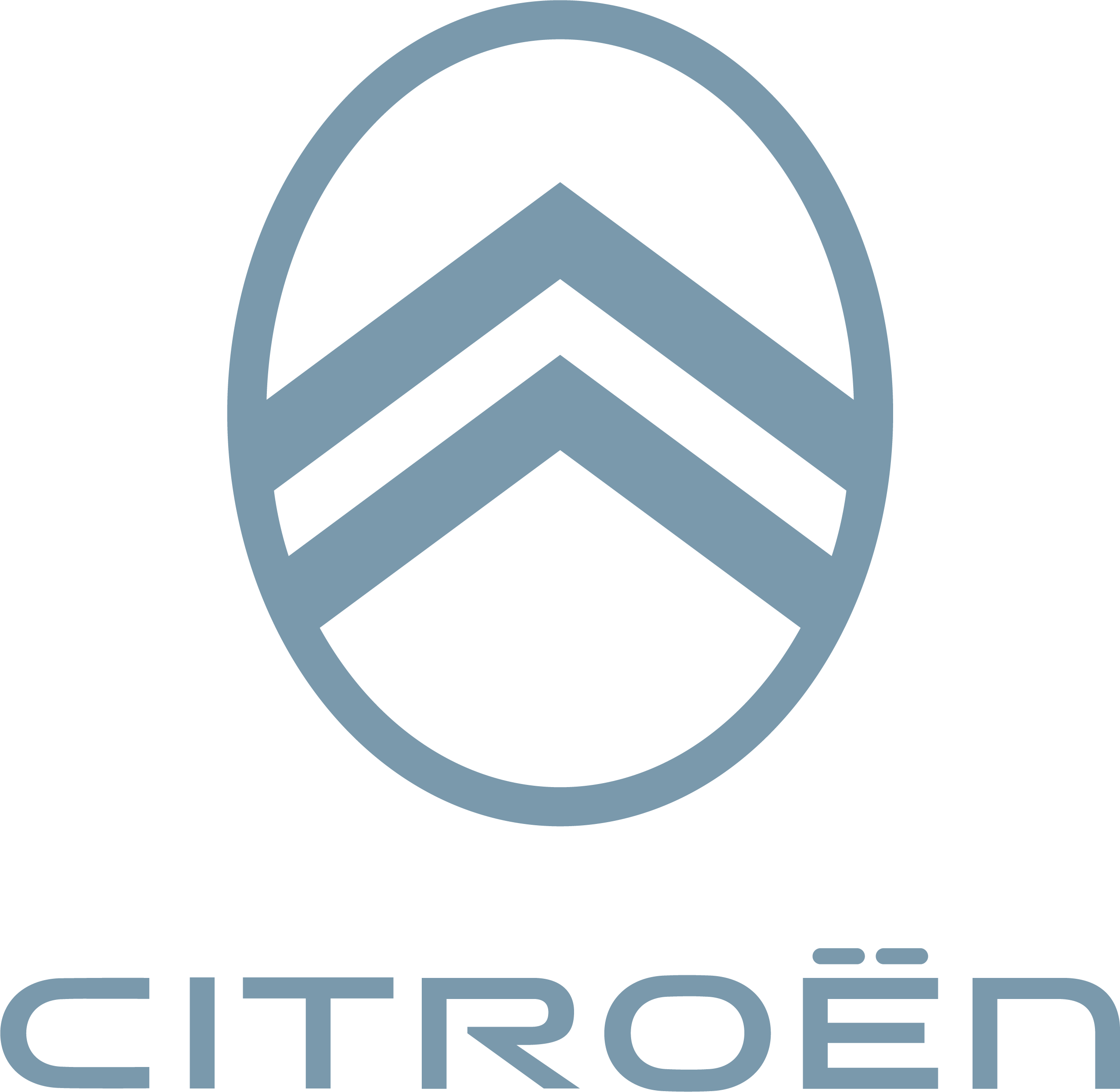
Nuevo de 2022

## Automovilismo

### Campeonato Mundial de Rally raid
En la década de 1990, Citroën compitió con Citroën ZX en rally raid como equipo oficial. Venció en el Rally Dakar 1991, 1994, 1995 y 1996, el Rally de los Faraones 1991, el Rally de Túnez 1992, y el París-Moscú-Pekín 1992.
Además, Citroën obtuvo 5 veces el Campeonato Mundial de Rally Raid en 1993, 1994, 1995, 1996 y 1997.

### Campeonato Mundial de Rally
Citroën obtuvo el Campeonato Mundial de Rally de constructores desde 2004 hasta 2005 y desde 2008 hasta 2012, y 9 veces el Campeonato Mundial de Rally de piloto desde 2004 hasta 2012.
El Citroën World Rally Team es el equipo oficial de Citroën en el Campeonato Mundial de Rally. El conjunto francés debutó en el año 1998, y comenzó a competir regularmente en 2001. La marca tuvo un segundo equipo formado por pilotos jóvenes, llamado Citroën Junior Team que compitió en 2009, 2010 y 2012.
Los coches utilizados por los pilotos a lo largo de la historia han sido el Citroën Xsara WRC, que fue sustituido en 2006 por el Citroën C4 WRC, y el Citroën DS3 WRC que se estrenó en 2011.
A pesar de la corta trayectoria en el campeonato mundialista, consiguió ocho campeonatos de pilotos de la mano de Sébastien Loeb, y ocho de constructores. Aparte de Loeb, ha tenido como pilotos a Carlos Sainz, Daniel Sordo, Sébastien Ogier y Mikko Hirvonen entre otros.

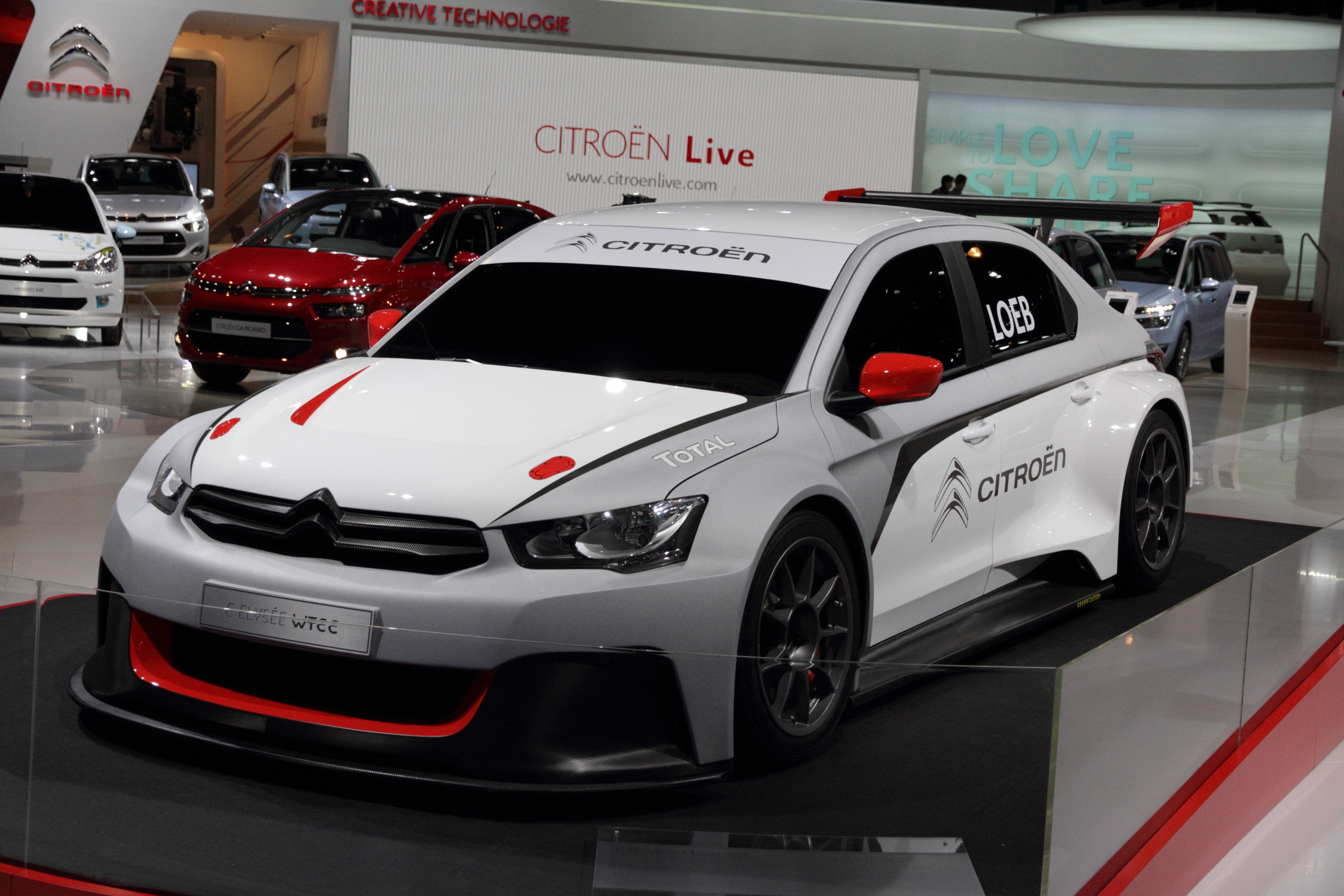
Citroën-Total C-Elysée WTCC 2014.

### Campeonato Mundial de Turismos
En 2013, Citroën Racing creó una nueva subdivisión, el Citroën World Touring Car Team, con el fin de comenzar a competir en la Temporada 2014 del Campeonato Mundial de Turismos, contando con pilotos como Sébastien Loeb, Yvan Muller y José María López.
El Citroën World Touring Car Team logró catorce victorias en las primeras quince carreras de la temporada 2014 del WTCC, a pesar de la desventaja de los 60 kg (132 libras) de peso de compensación en sus coches. El equipo Citroën/Total WTCC ganó el Campeonato Mundial de Turismos de Constructores, cinco carreras antes del final de la temporada, después de que en Shanghái (primera carrera de 2014) Citroën acaparase las cuatro primeras posiciones de la prueba. Los pilotos de Citroën World Touring Car Team también consiguieron los tres primeros puestos del Campeonato Mundial de Pilotos de Turismo.

## Modelos de producción

### Gama básica
2CV (1948 - 1990) - Dyane (1967 - 1983) y Acadiane (1978 - 1987) - Méhari (1968 - 1987) - LN y LNA (1976 - 1986) - Visa, Axel u Oltcit (1978 - 1988) - AX (1987 - 1996 ) - Saxo (1996 - 2002) - C3 (2002 - ) - C2 (2003 - 2009) - C1 (2005 - 2022) - e-Méhari (2016 - )

### Gama media
Ami 6, 8 y Super, (1961 - 1979) - ZX (1991 - 1997) - Xsara (1997 - 2004) - C4 (2004 - )

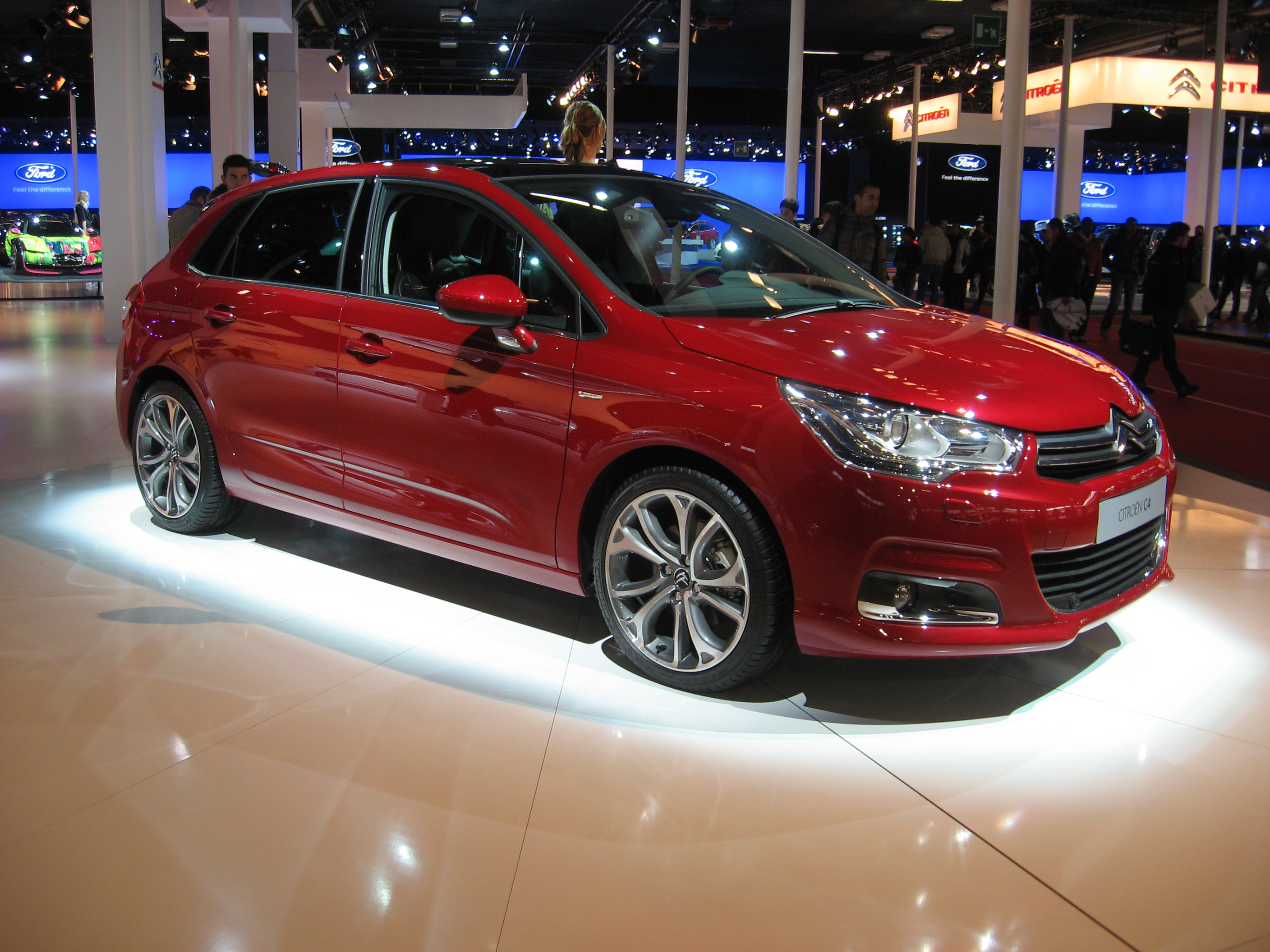
Citroën C4 de 2012
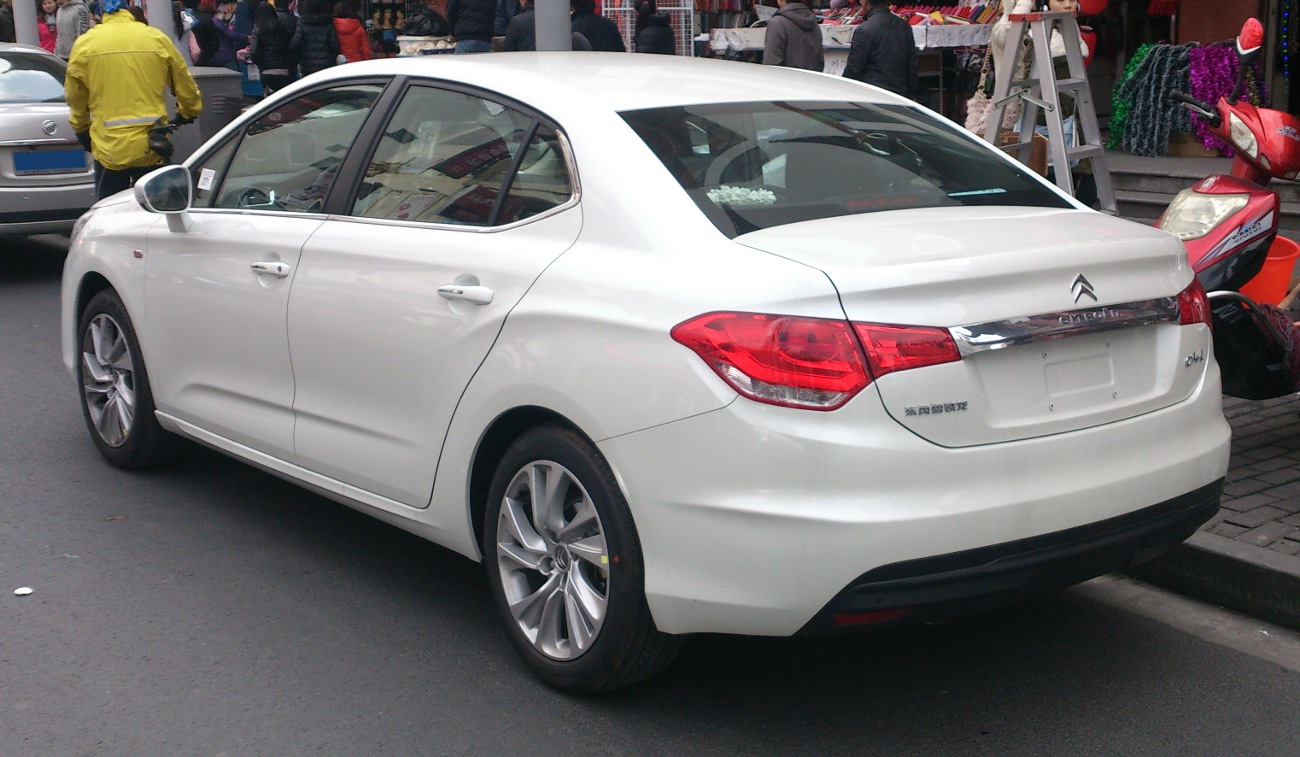
Citroën C4 Sedán

### Gama media alta
Citroën A (1919 - 1921) - Citroën B2 (1922 - 1924) - Citroën B10 (Carrocería toda de acero)(1924) - Citroën B12 (1924 - 1926) - Citroën B14 (1926 - 1928) - Citroën C4 (1929 - 1932) - Citroën 8-10CV (Rosalie) (1932 - 1934) - 7-11CV (1934 - 1957) - ID-DS (1955 - 1974) - GS y GSA (1970 - 1986) - BX (1982 - 1994) - Xantia (innovando un nuevo sistema con las suspensiones Hidractiva II y ACTIVA) (1993 - 2001)
C5 (2001 - 2017) 

### Gama alta
C6 (1929 - 1932) - 15CV (Rosalie) (1932 - 1934) - 15CV (1938 - 1956) - DS e ID (1955 - 1975)
SM (1970 - 1975) - CX (1974 - 1990) - XM (1989 - 2000) - C6 (2005 - 2012 )

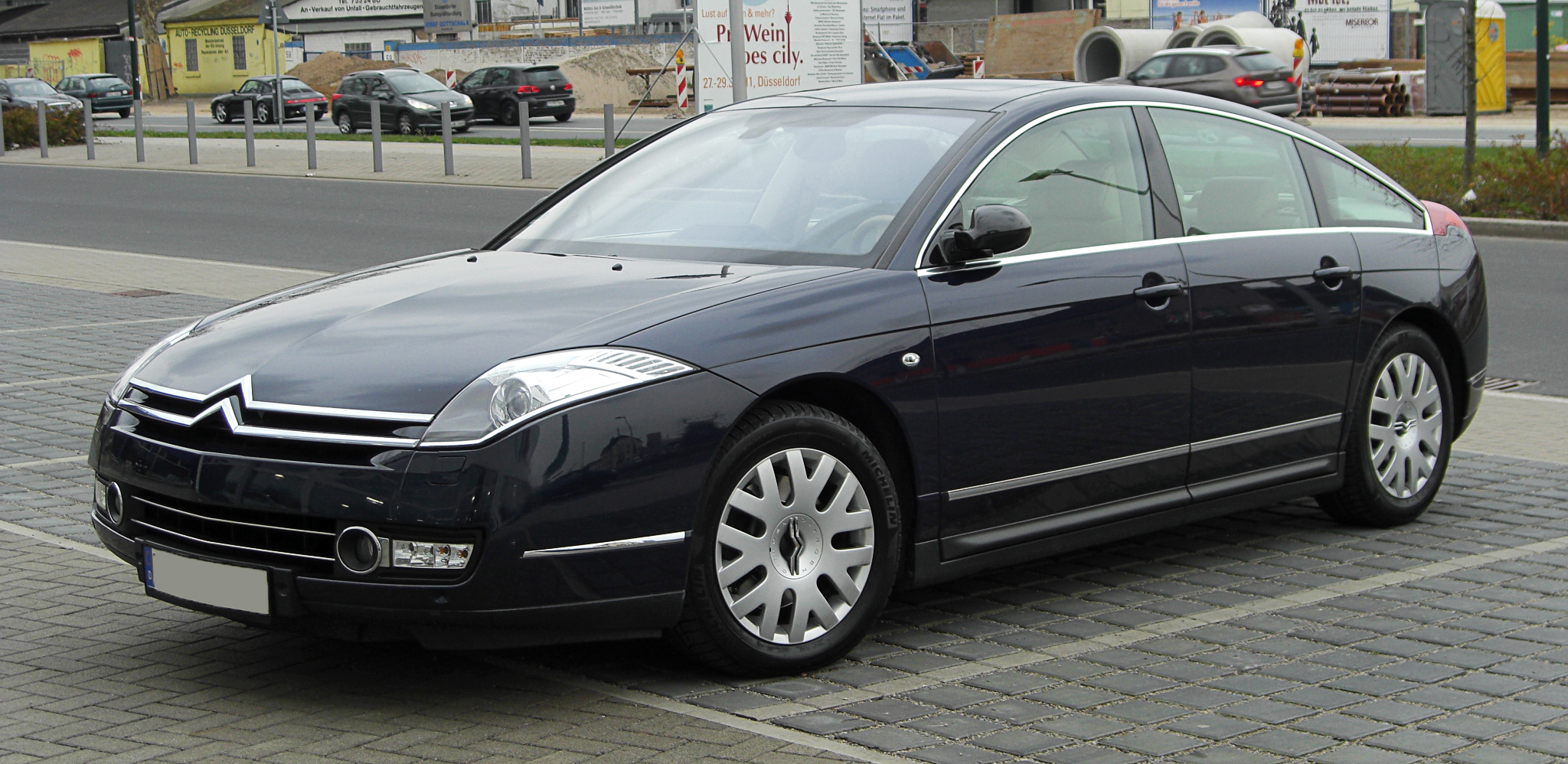
Citroën C6 sedán (2006)
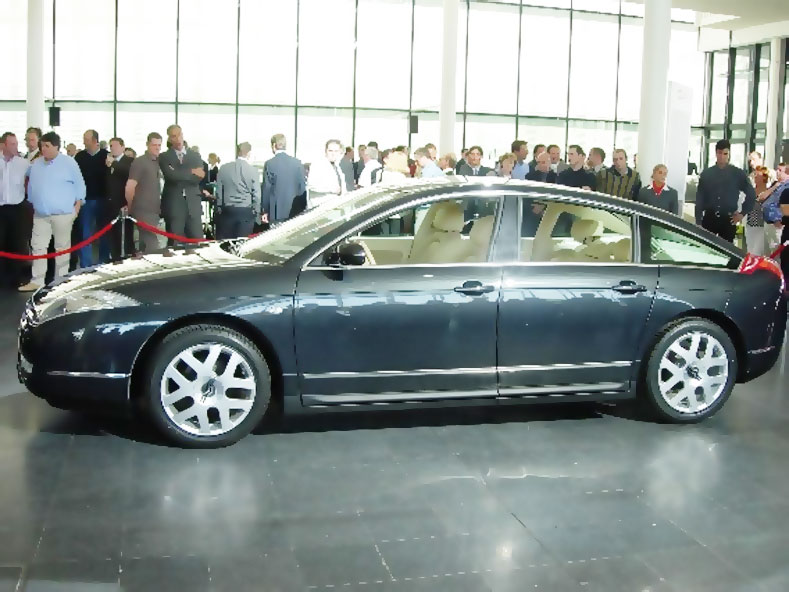
Citroën C6 sedán (2006), vista lateral

### Monovolúmenes
C8 (2002-2014) - Xsara Picasso (1999-2010) - C4 Picasso (2006-2022) - C4 Grand Picasso (2006-2022) - C3 Picasso (2009-2017) - Citroën Evasion (1994-2002)

### Vehículos comerciales
Type H (1947-1981) - Citroën C15 (1984-2005) - Citroën C25 - Citroën C35 - Citroën Berlingo - Citroën Jumpy (llamada Dispatch en el Reino Unido, algo así como 'envío' o 'consignación') - Citroën Jumper (bautizada en el Reino Unido como Relay ['relevo' o 'tanda'])

### Gama DS
Citroën DS3 (2009-presente) - Citroën DS4 (2011-presente) - Citroën DS5 (2011-presente)

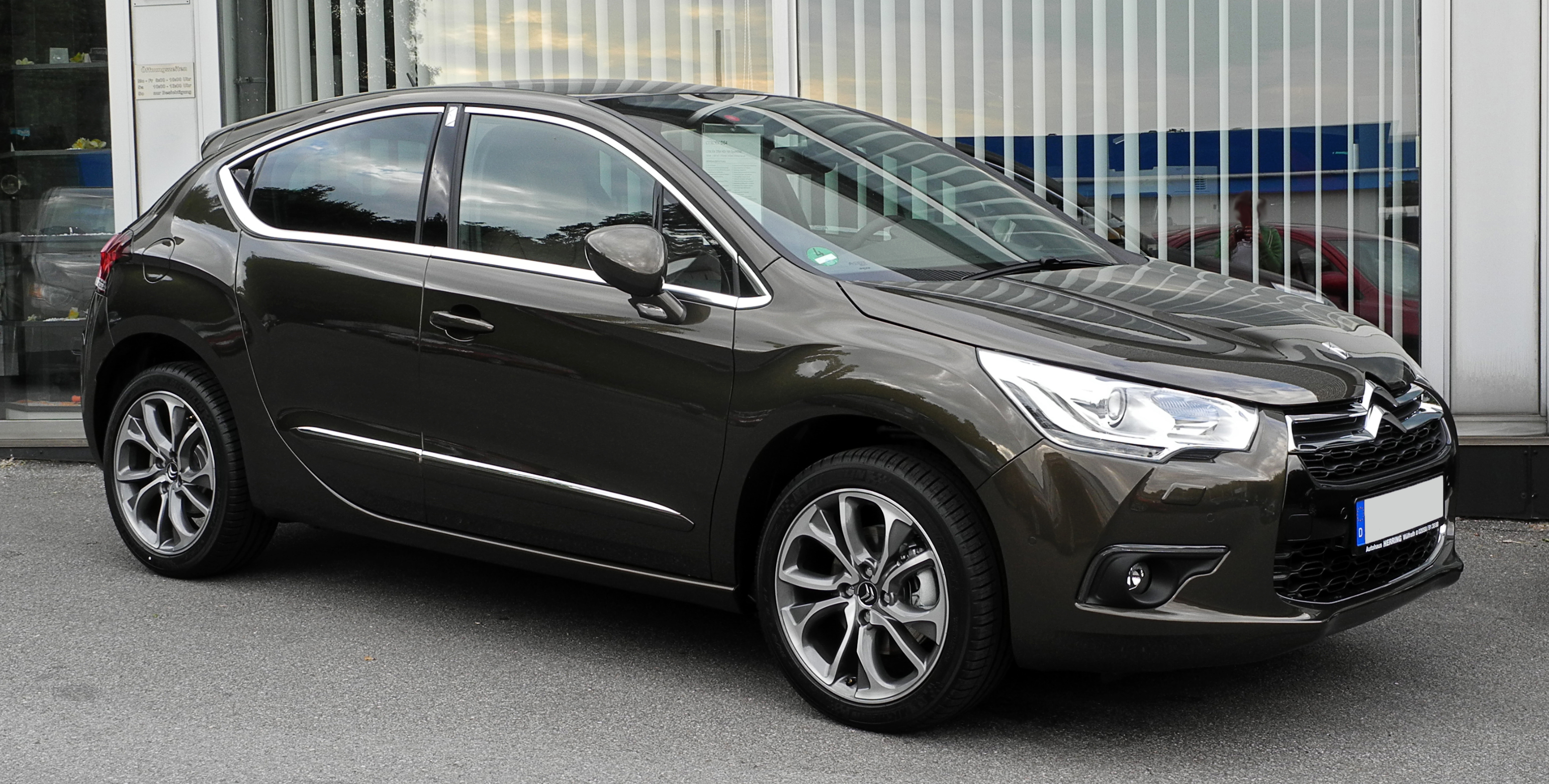
Citroën DS4 2011, Coche del Año en Italia.
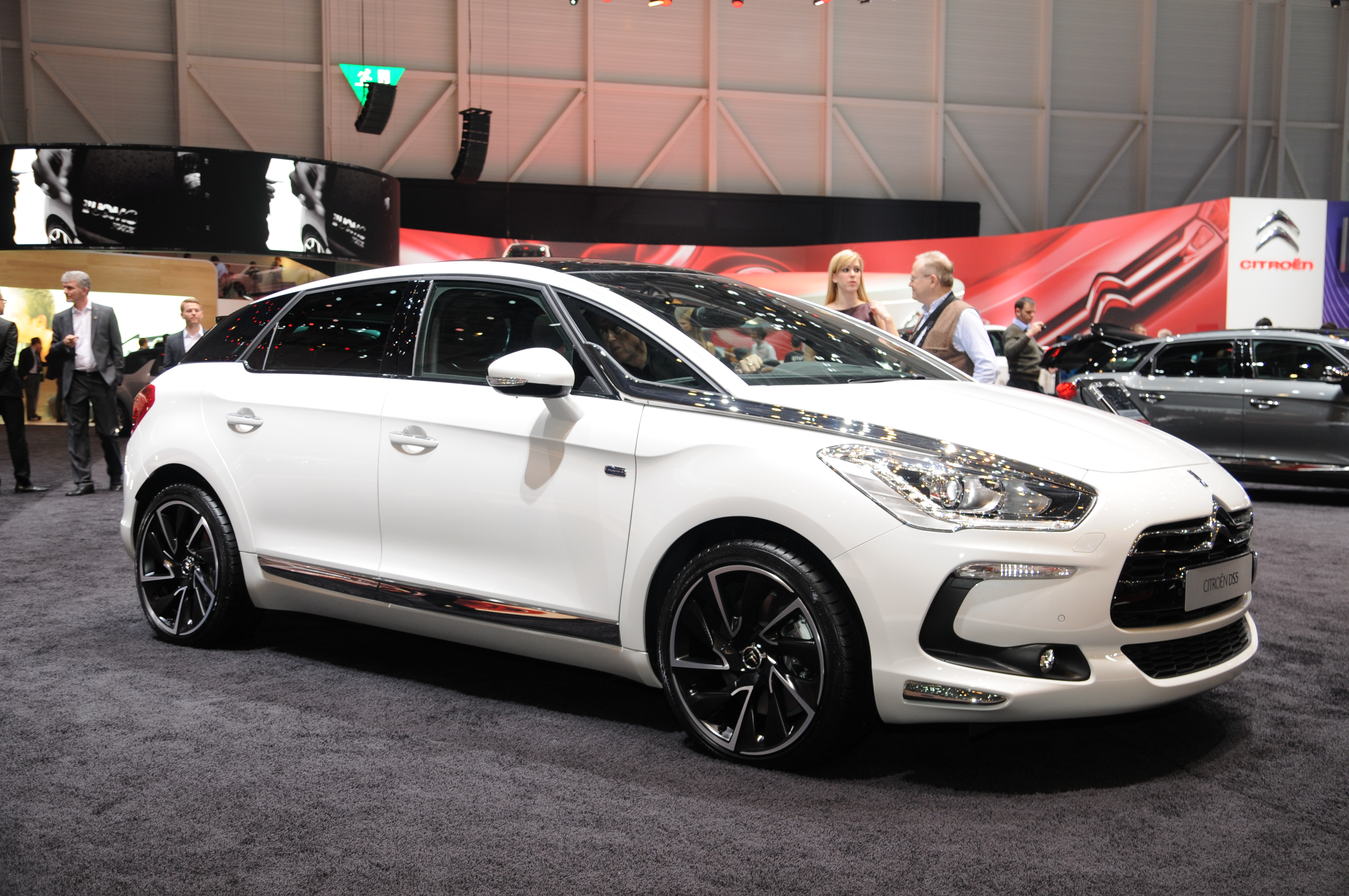
Citroën DS5 Hybrid4 de 2012

## Prototipos
- Citroën Traction Avant 22 CV
- Citroën G Van
- Citroën Prototype C
- Citroën C-60
- Citroën Project F
- Citroën Mini-Zup (1972)
- Citroën GS Camargue (1972)
- Citroën 2CV Pop (1973)
- Citroën Prototype Y
- Citroën C44 (1980)
- Citroën Karin (1980)
- Citroën Xenia (1981)
- Citroën Eco 2000 (1984)
- Citroën Eole (1986)
- Citroën Zabrus (1986)
- Citroën Activa (1988)
- Citroën Activa II (1990)
- Citroën AX14KD(~89-91)
- Citroën AX14BD(track edition)
- Citroën Citela (1992)
- Citroën Xanae (1994)
- Citroën Osmose
- Citroën Tulip (1995)
- Citroën C3 Lumière (1998)
- Citroën C6 Lignage (1999)
- Citroën Osée
- Citroën Démonstrateur Pluriel (1999)
- Citroën C-Crosser (2001)
- Citroën C-Airdream (2002)
- Citroën C-Airlounge (2003)
- Citroën C-SportLounge (2005)
- Citroën C-Airplay (2005)
- Citroën C-Buggy (2006)
- Citroën C-Métisse (2006)
- Citroën C-Cactus (2007)
- GT by Citroën (2008)
- Citroën Hypnos (2008)
- Citroën DS Inside (2009)
- Citroën Revolte (2009)
- Citroën Metropolis (2010)
- Citroën Survolt (2010)
- Citroën Lacoste (2010)
- Survolt (funcional deportivo eléctrico, presentado en el Salón del Automóvil de Ginebra de 2010).
- Citroën Taranis (2011)
- Citroën E-3POD Antistatic (2011)
- Citroën Tubik (2011)
- Citroën Numéro 9 (2012)
- Citroën DS Divine (2014)
- Citroën Cactus M (2015)
- Citroën Aircross (2015)
- Citroën CXperience (2016)
- Citroën Spacetourer RIP Curl Concept (2017)
- Citroën Ami One (2019)
- Citroën 19 19 Concept (2019)
- Citroën My Ami Buggy Concept (2021)
- Citroën Oli (2022)

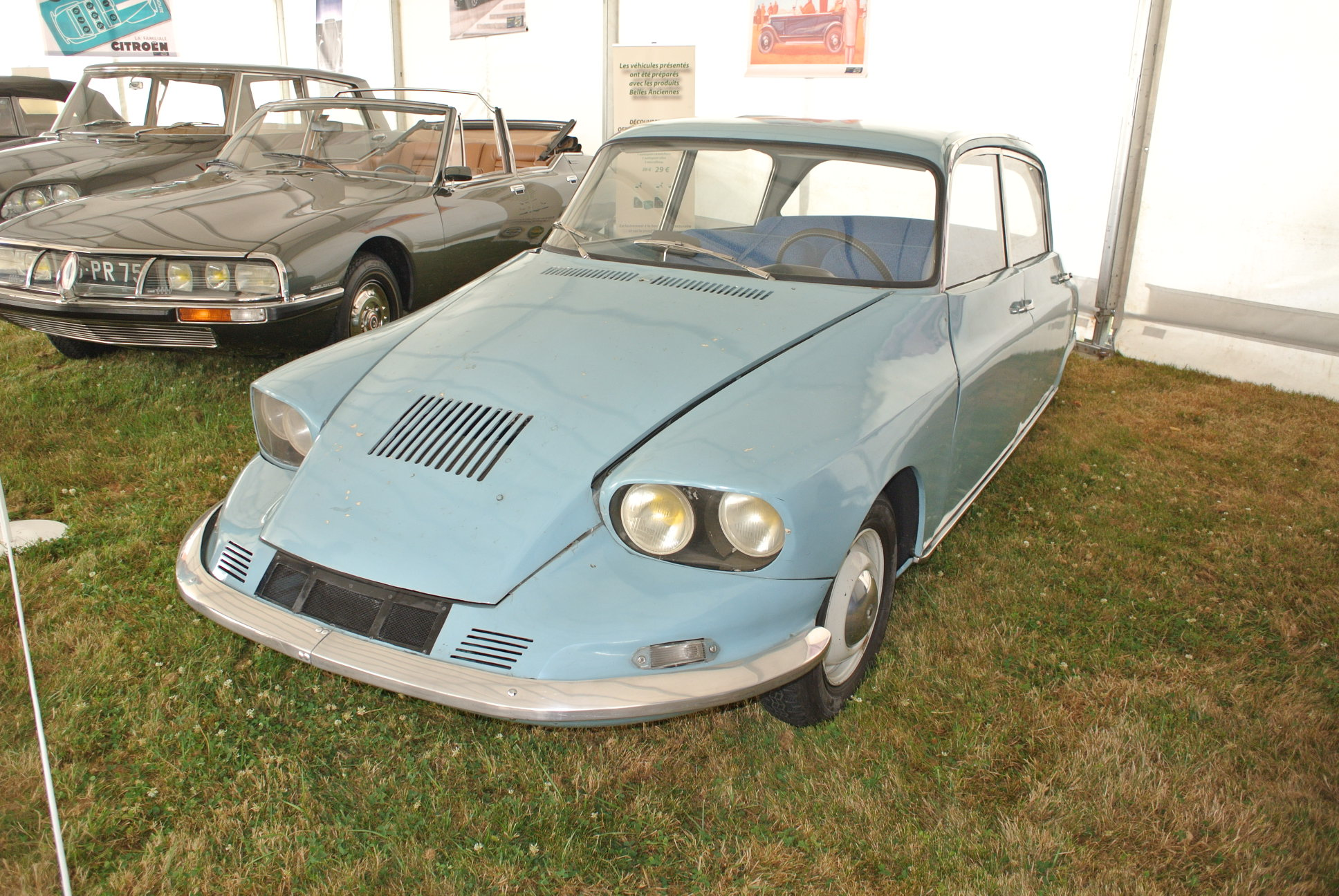
C60
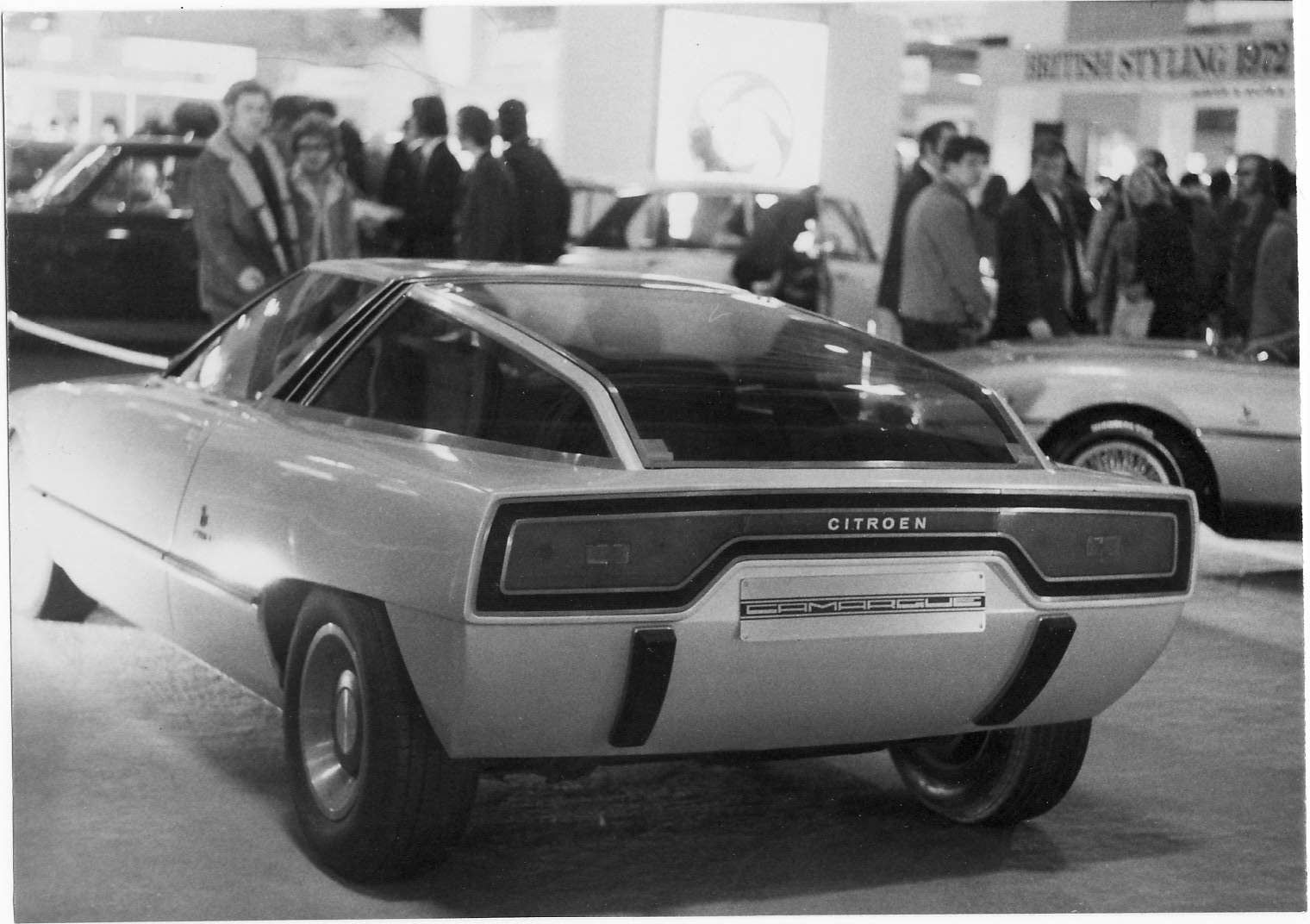
GS Camargue
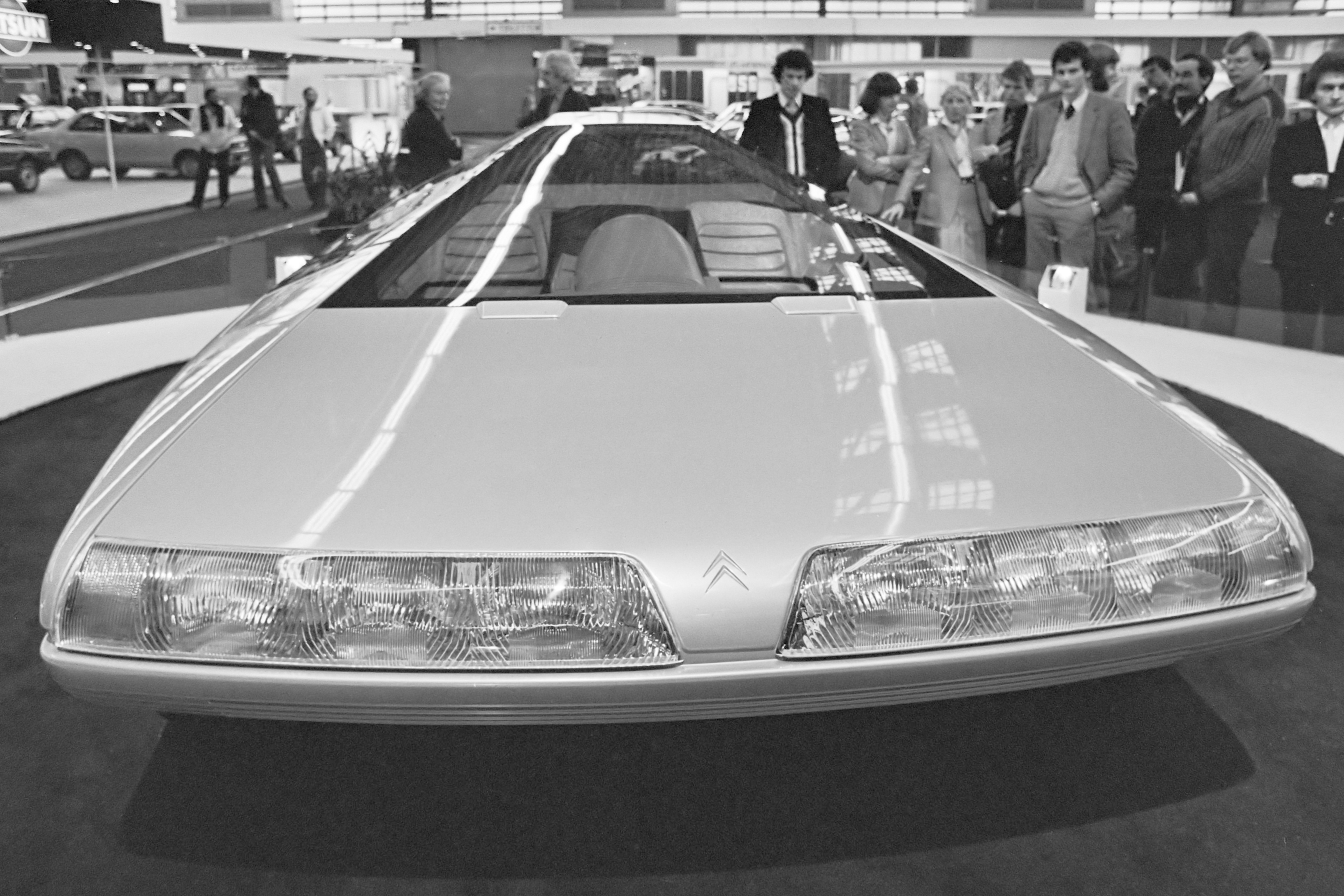
Karin
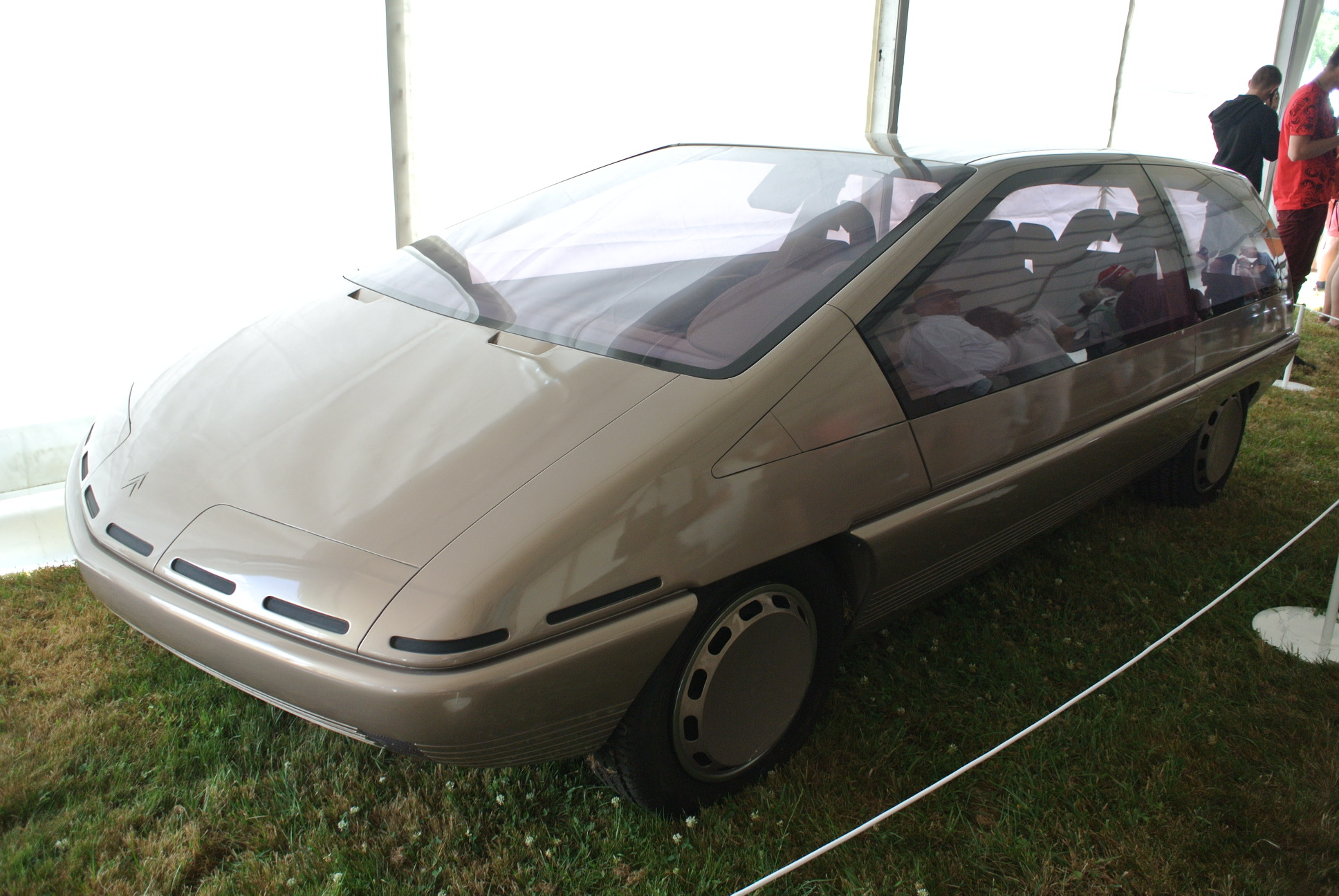
Xenia
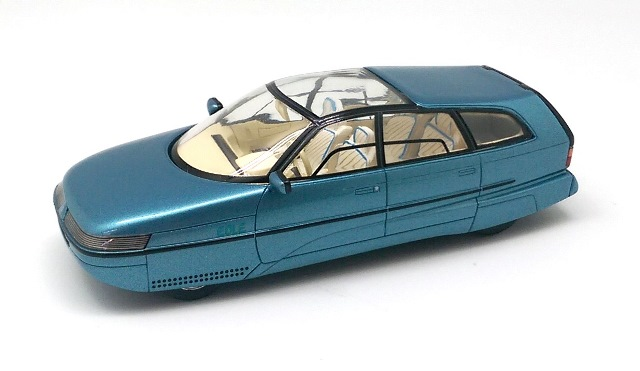
Eole
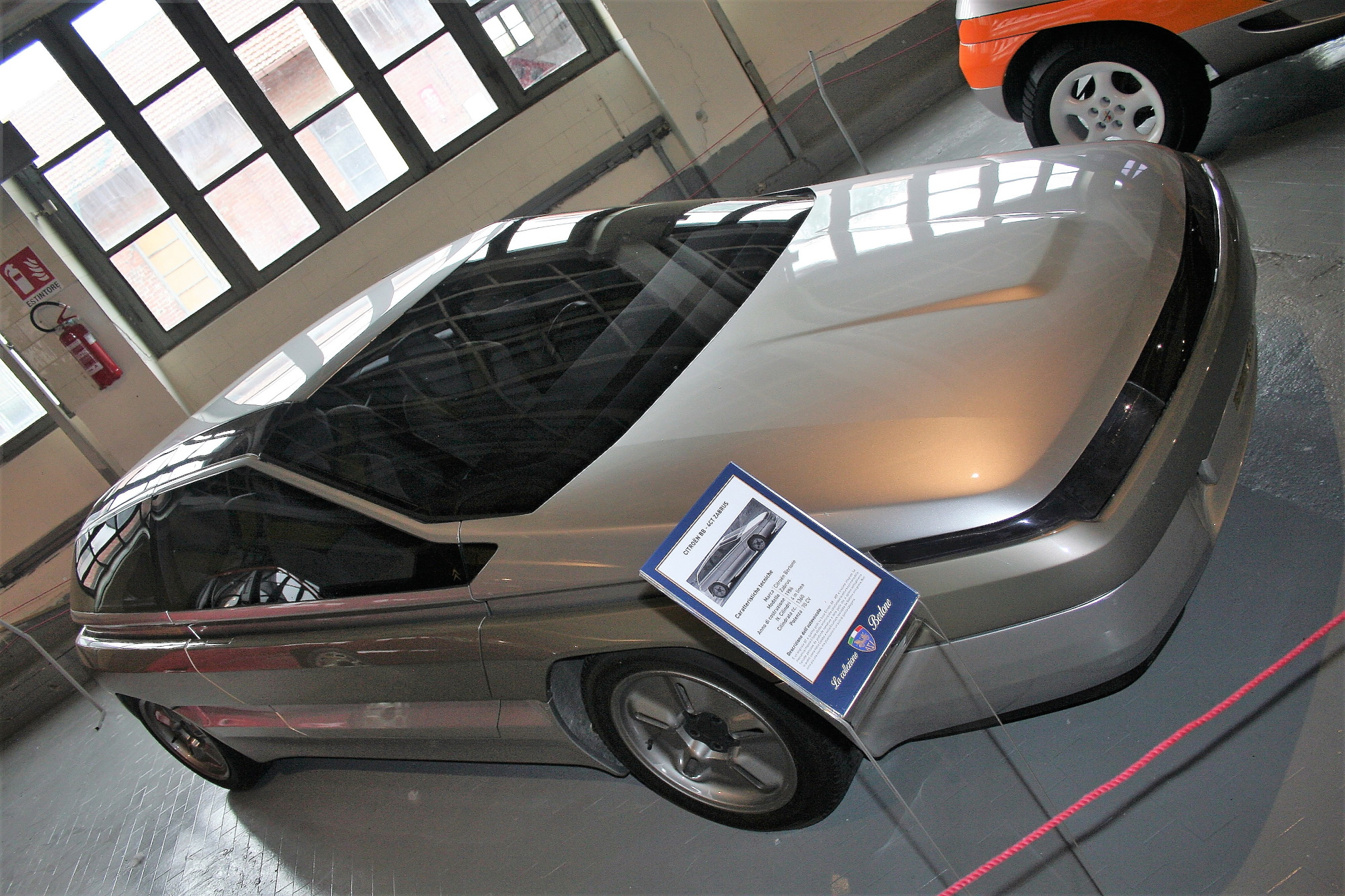
Zabrus
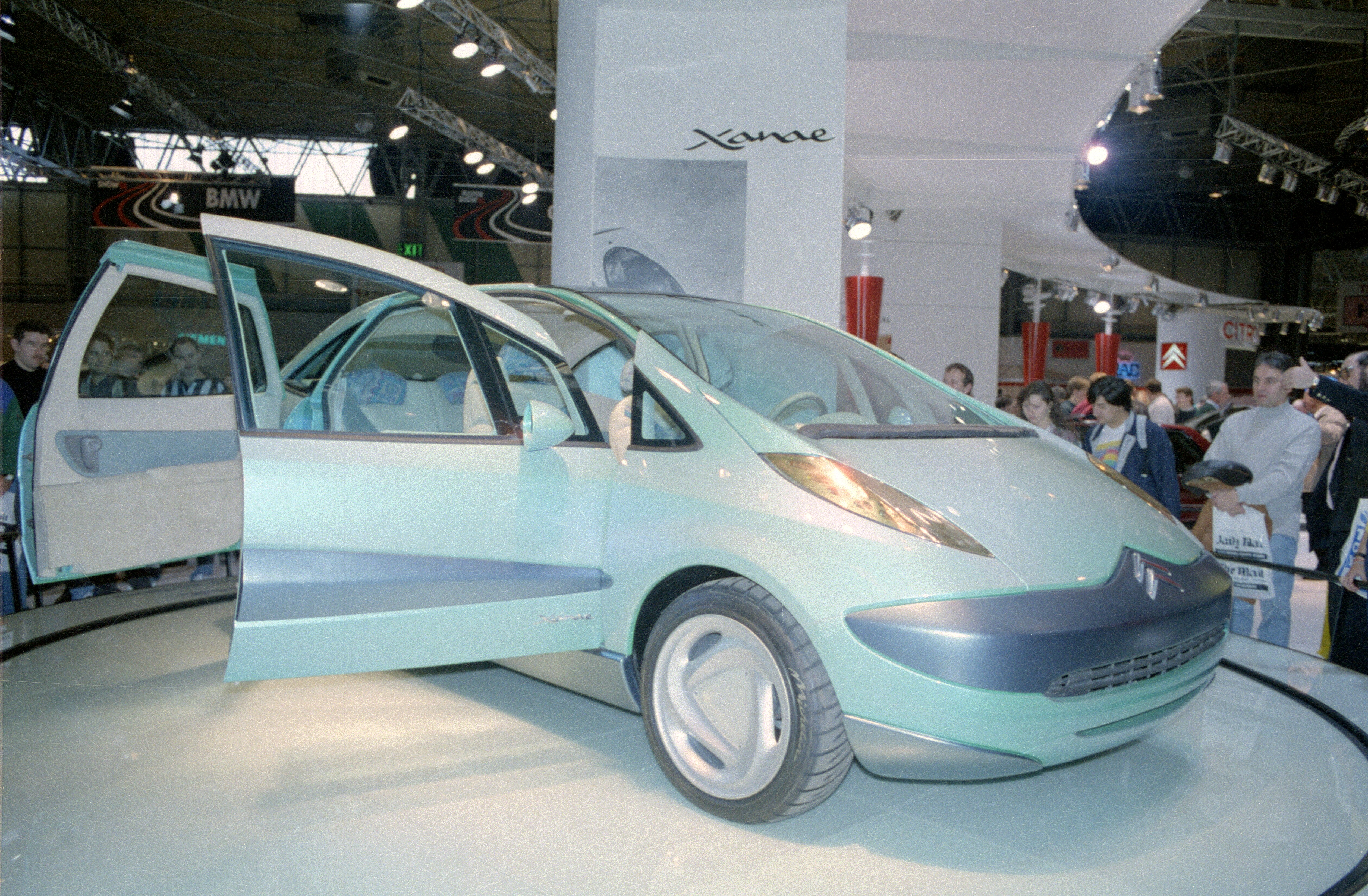
Xanae
Osée
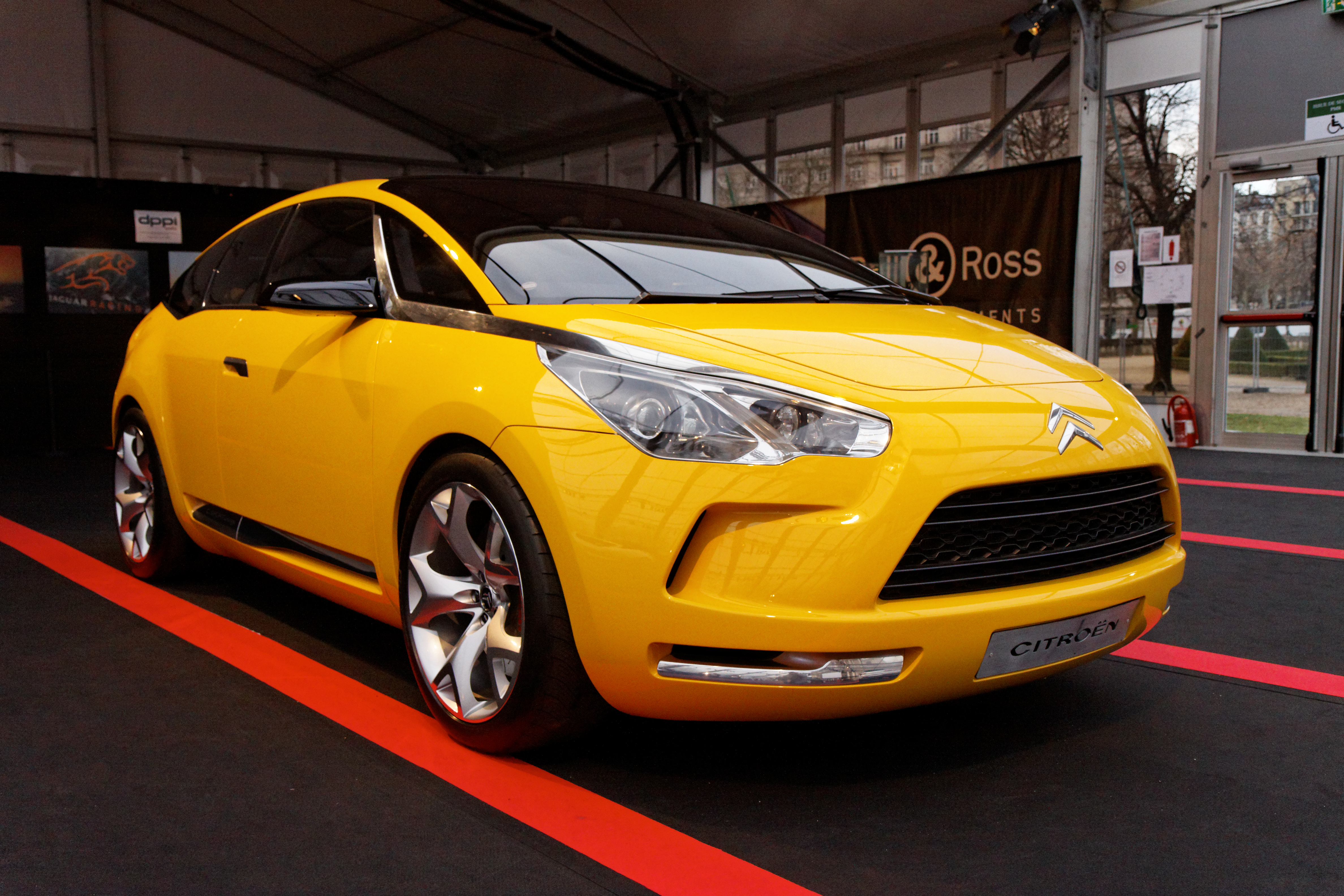
C-SportLounge
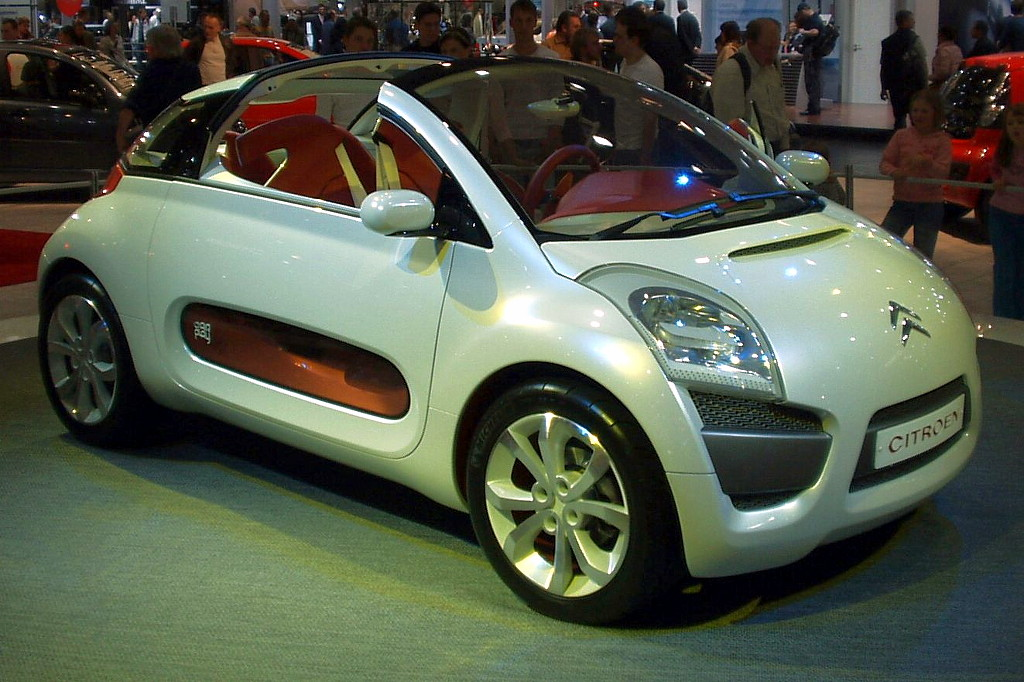
C-Airplay
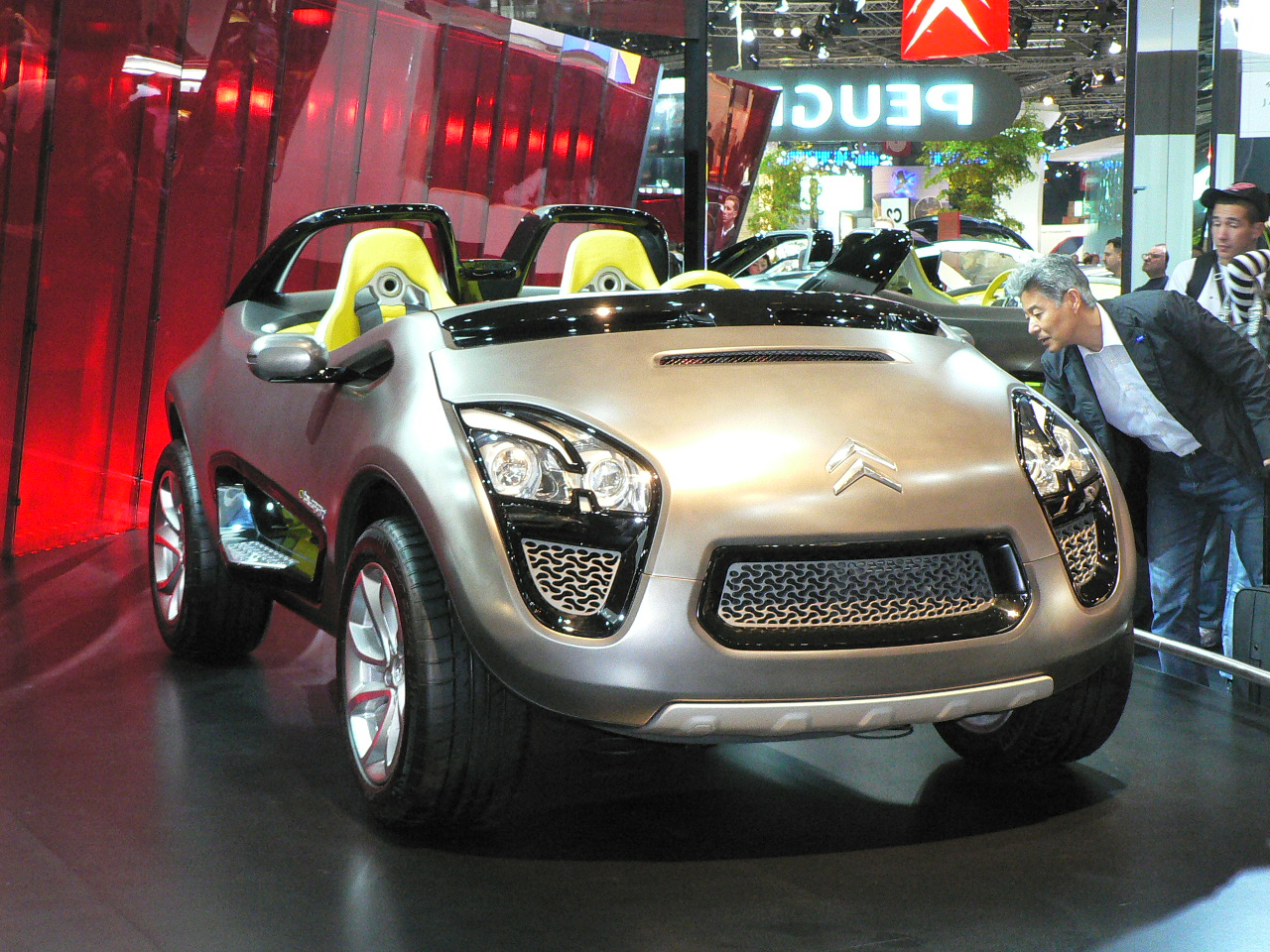
C-Buggy
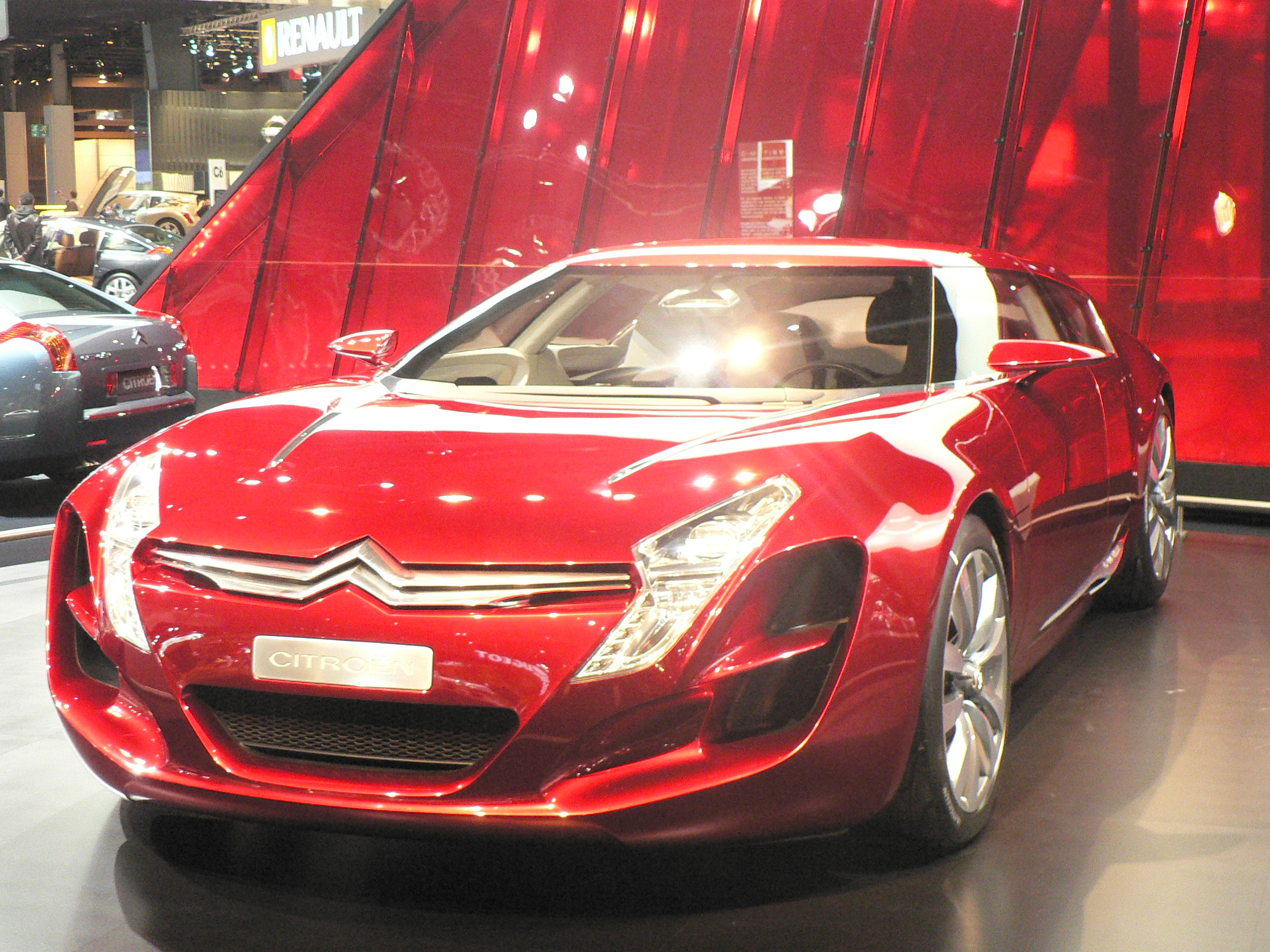
C-Metisse
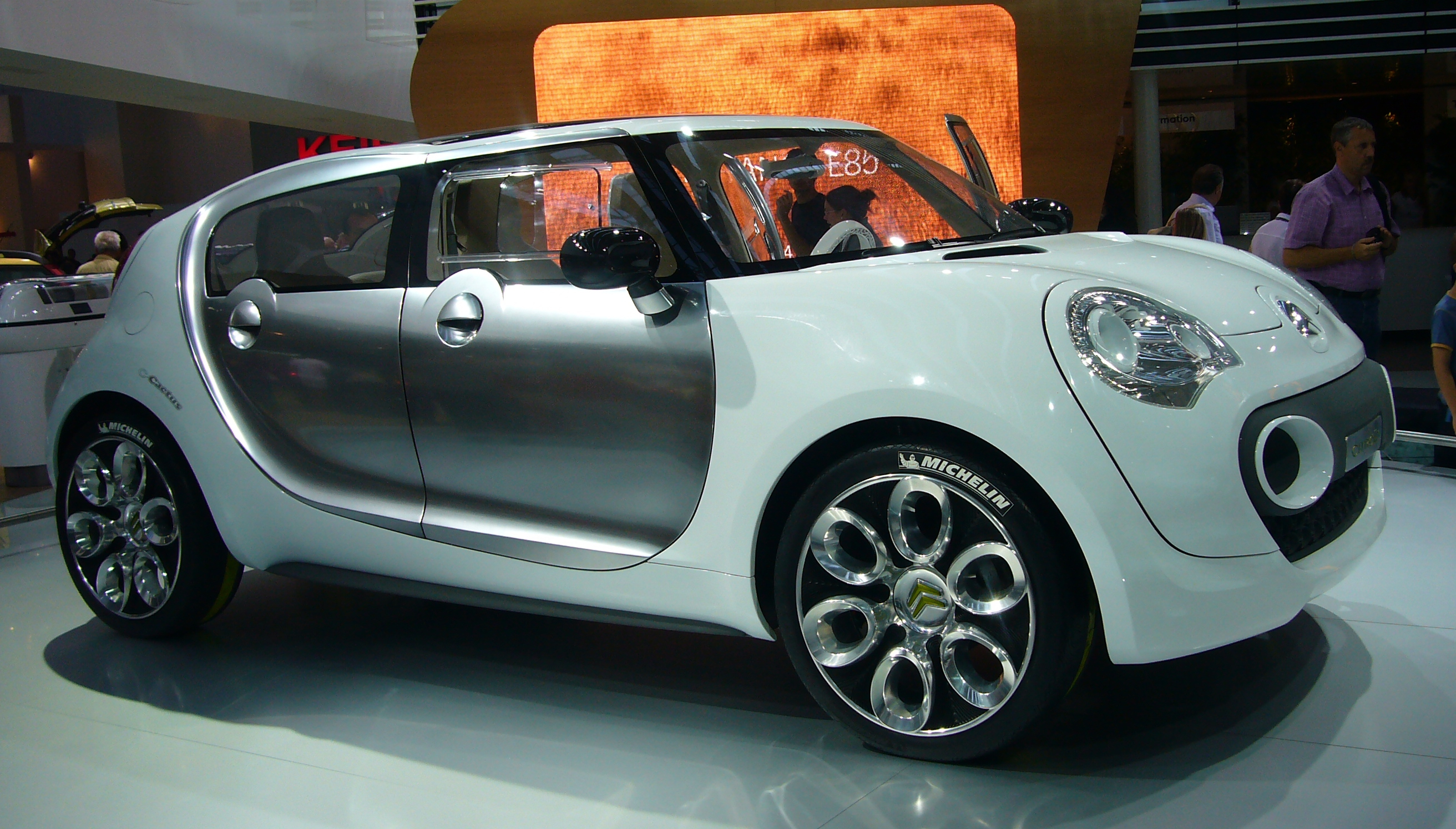
C-Cactus
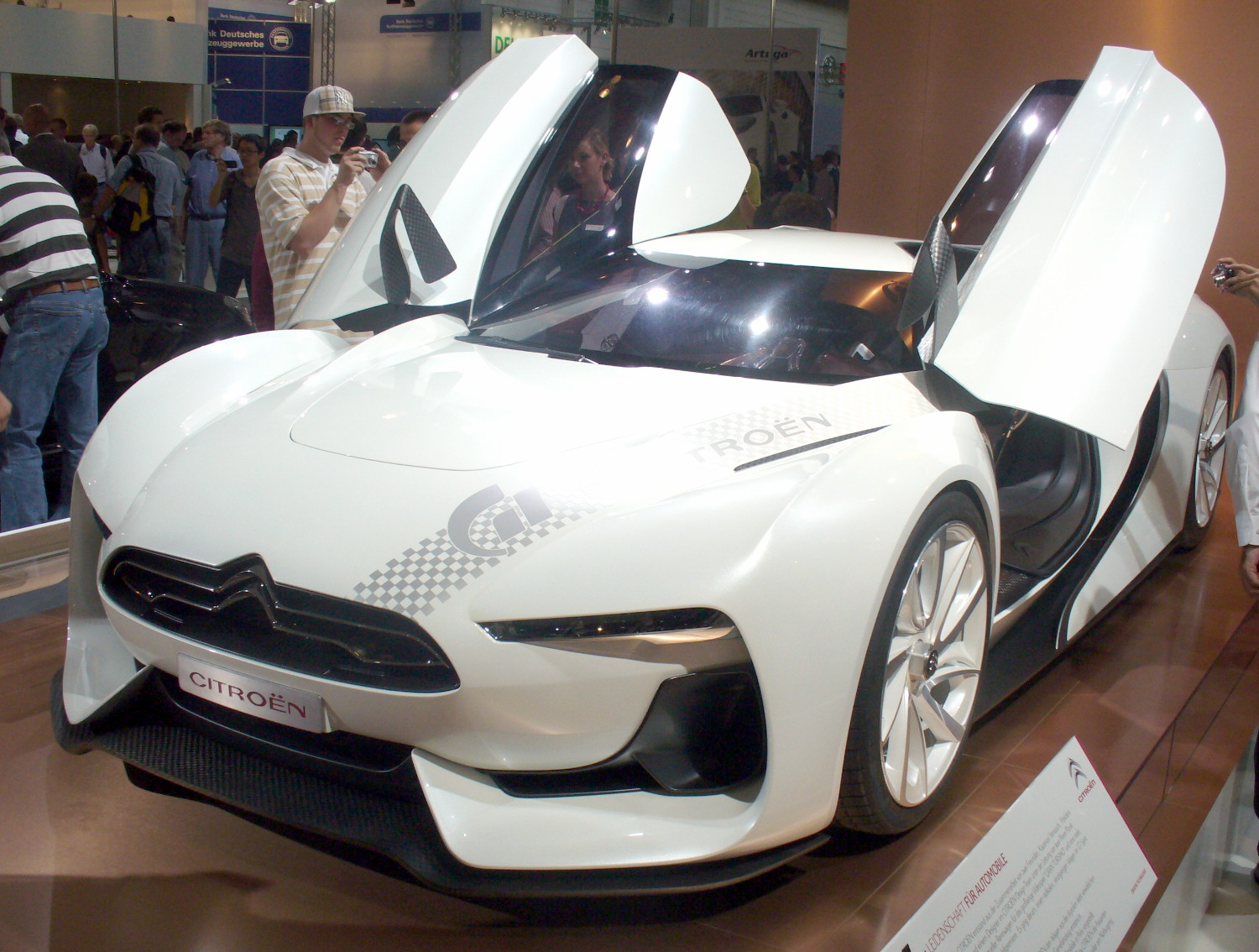
GT
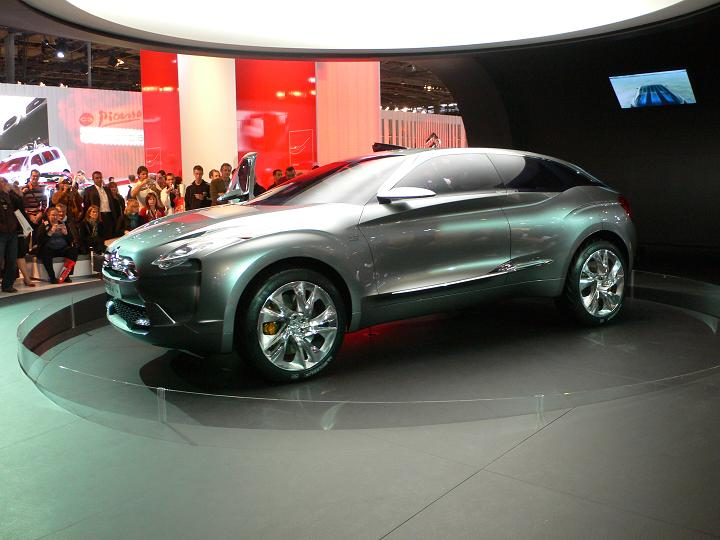
Hypnos
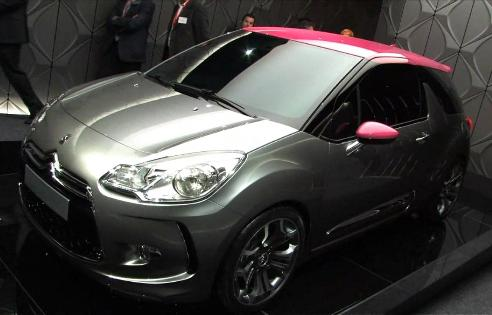
DS Inside
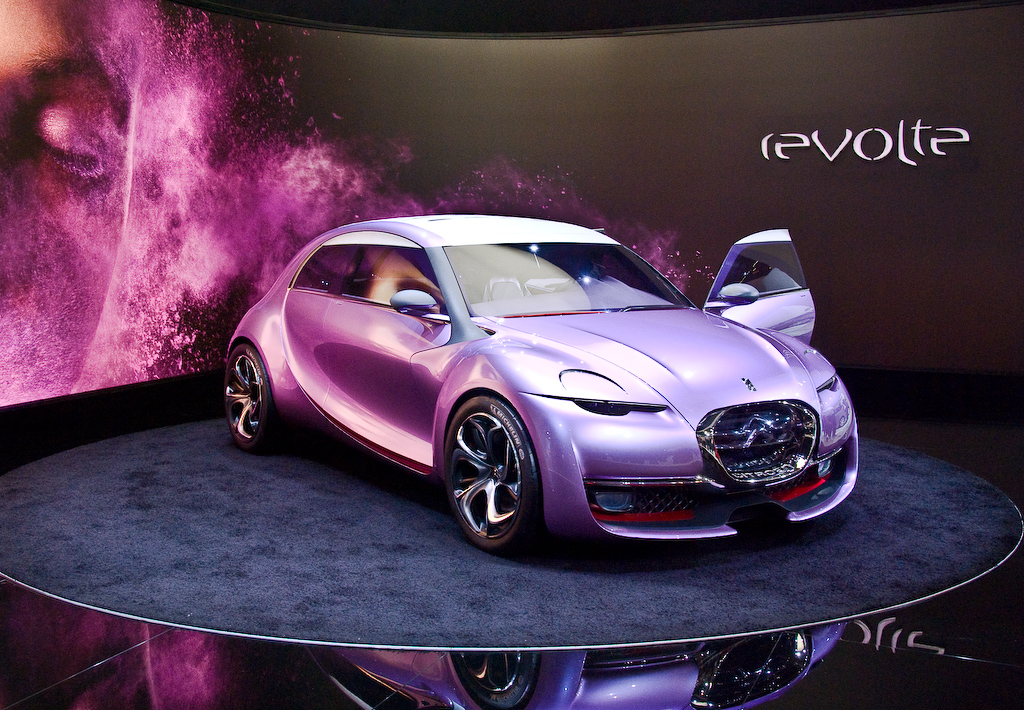
Revolte
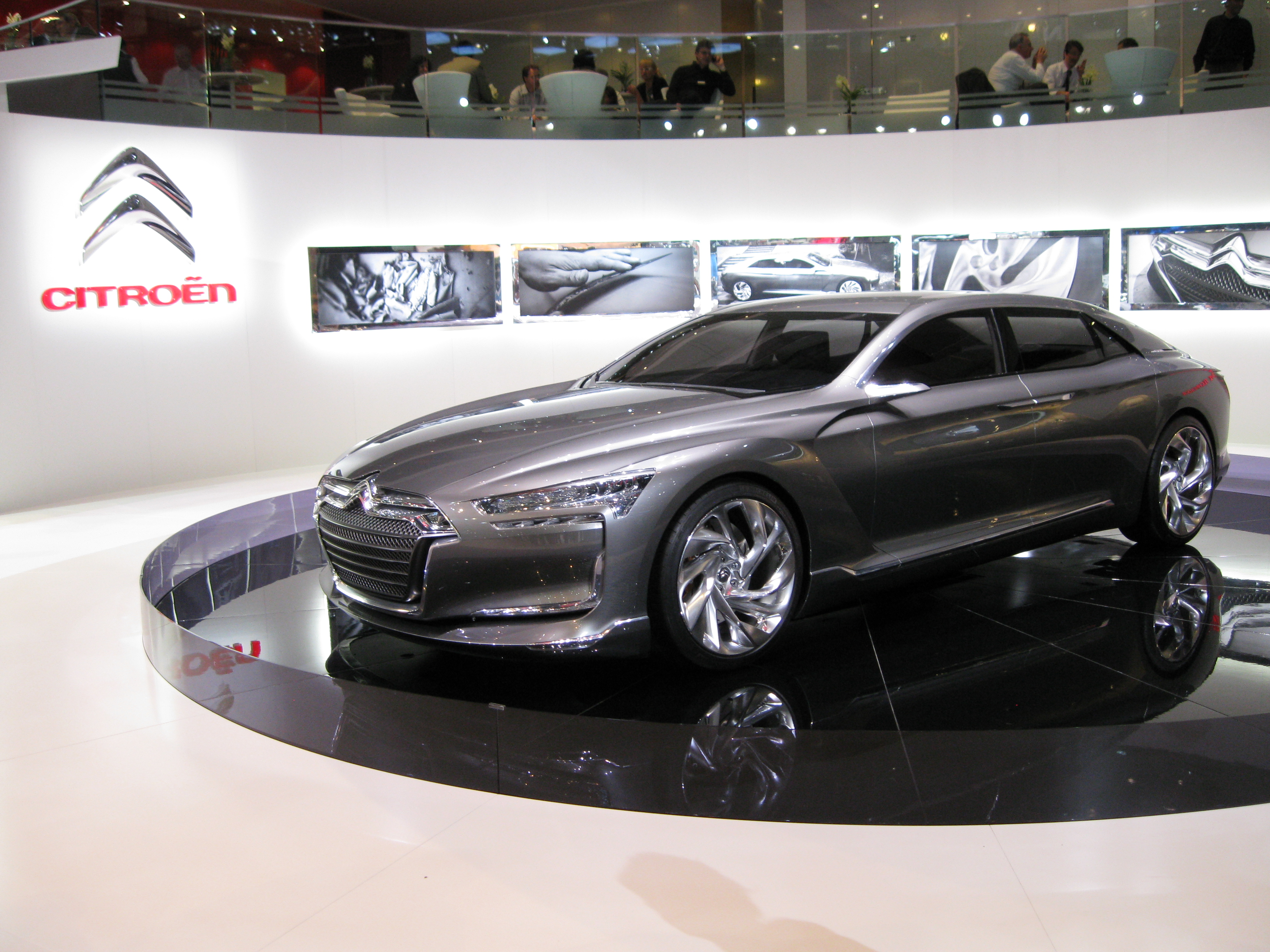
Metropolis
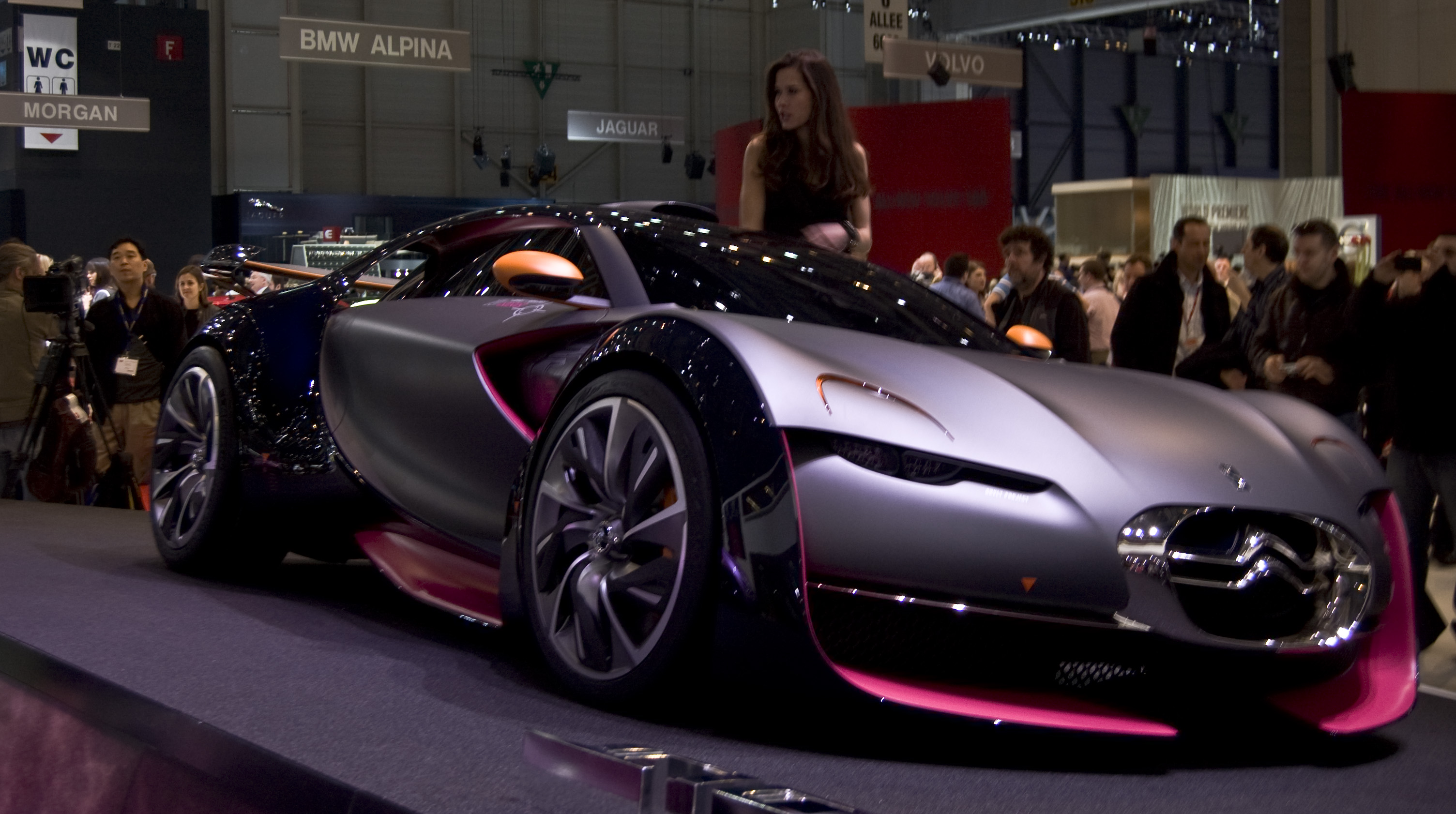
Survolt
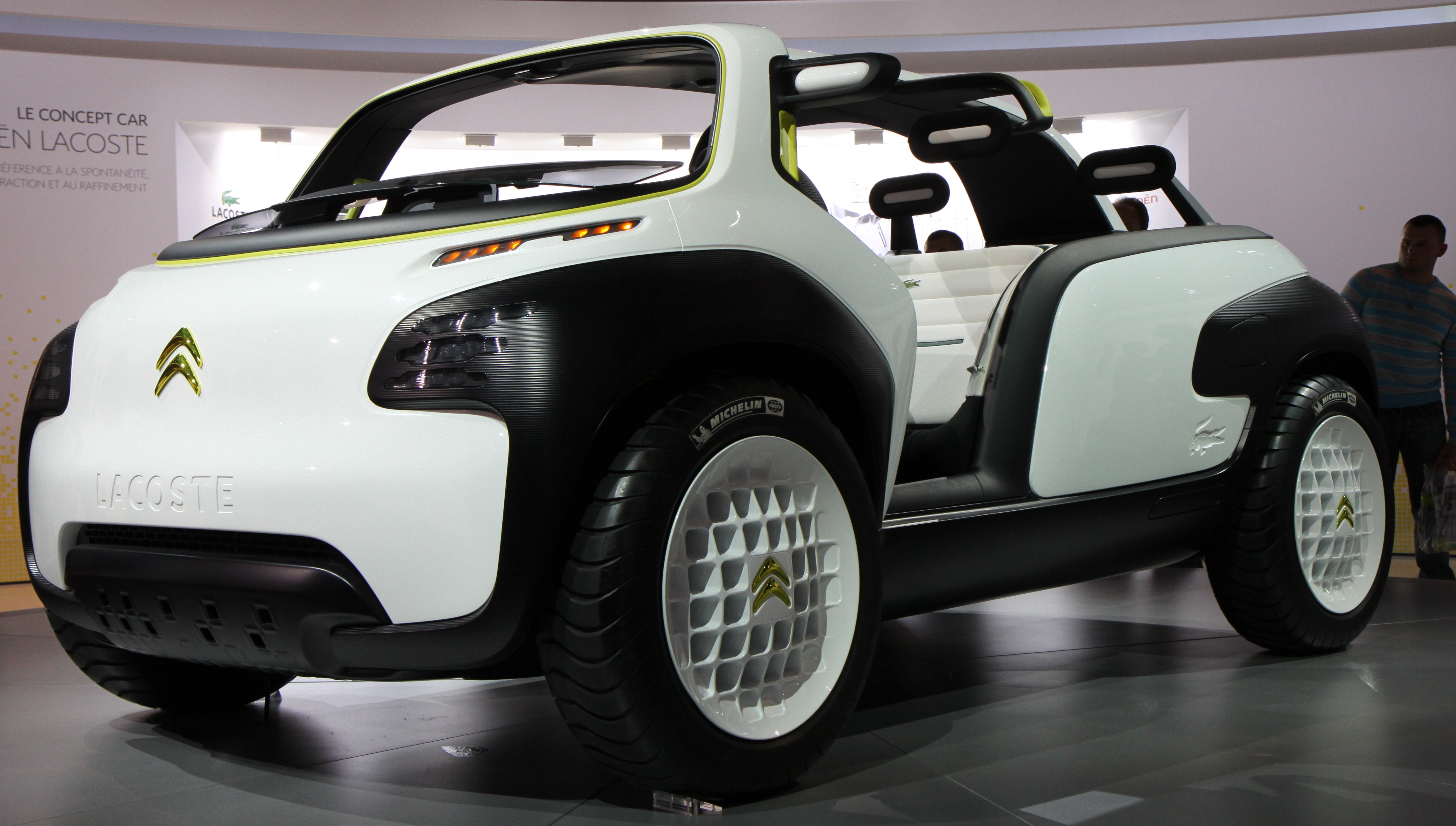
Lacoste
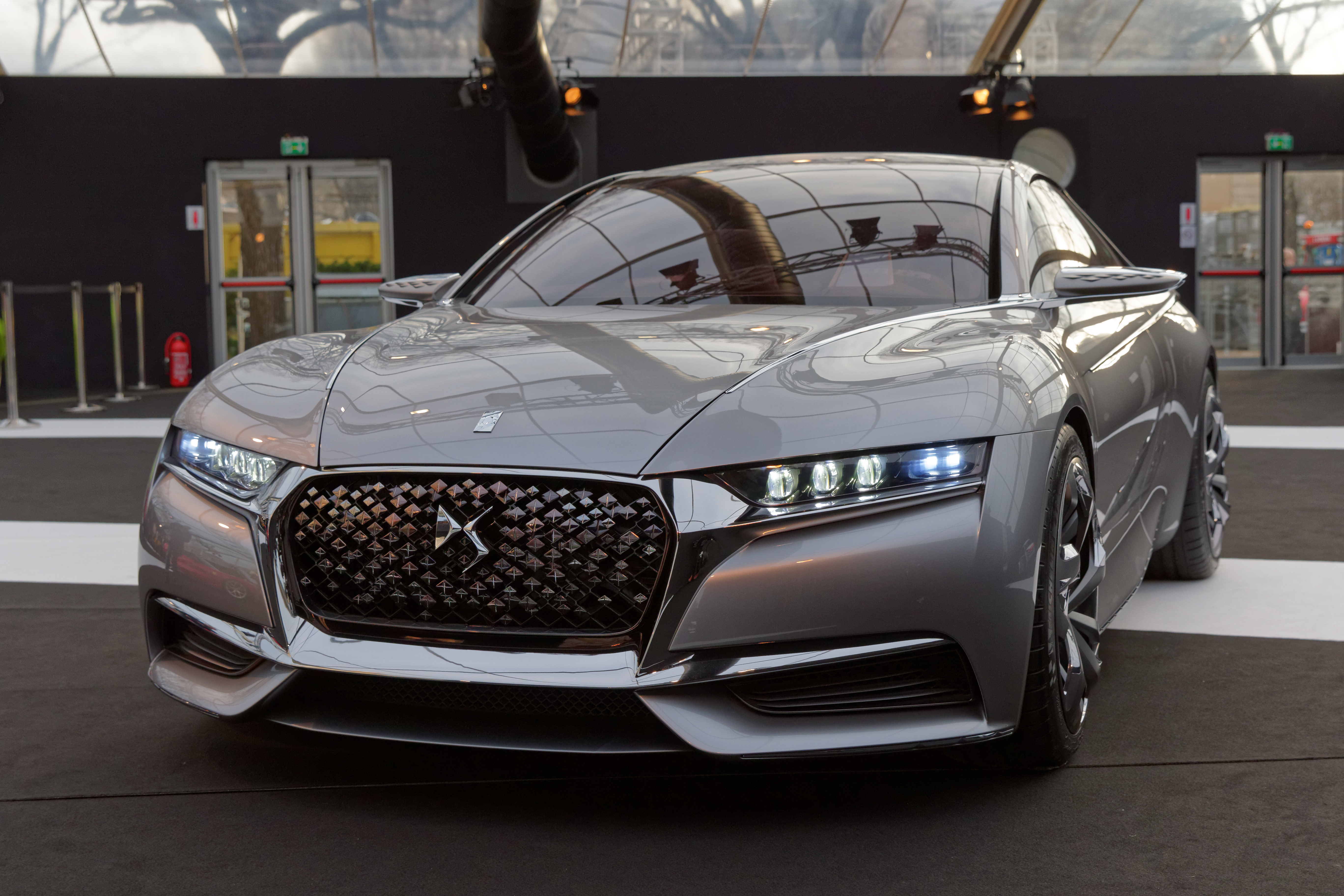
DS Divine
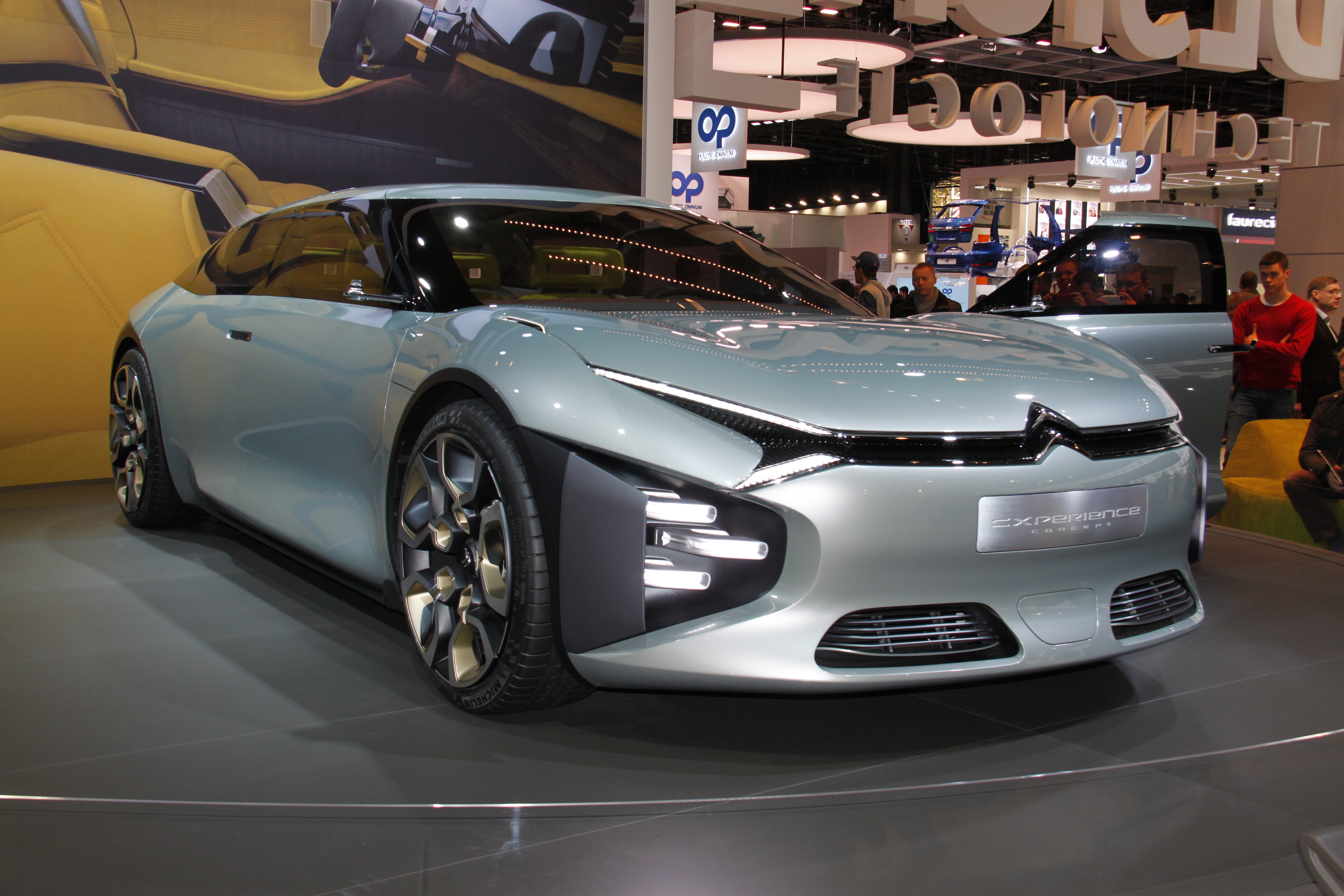
CXperience
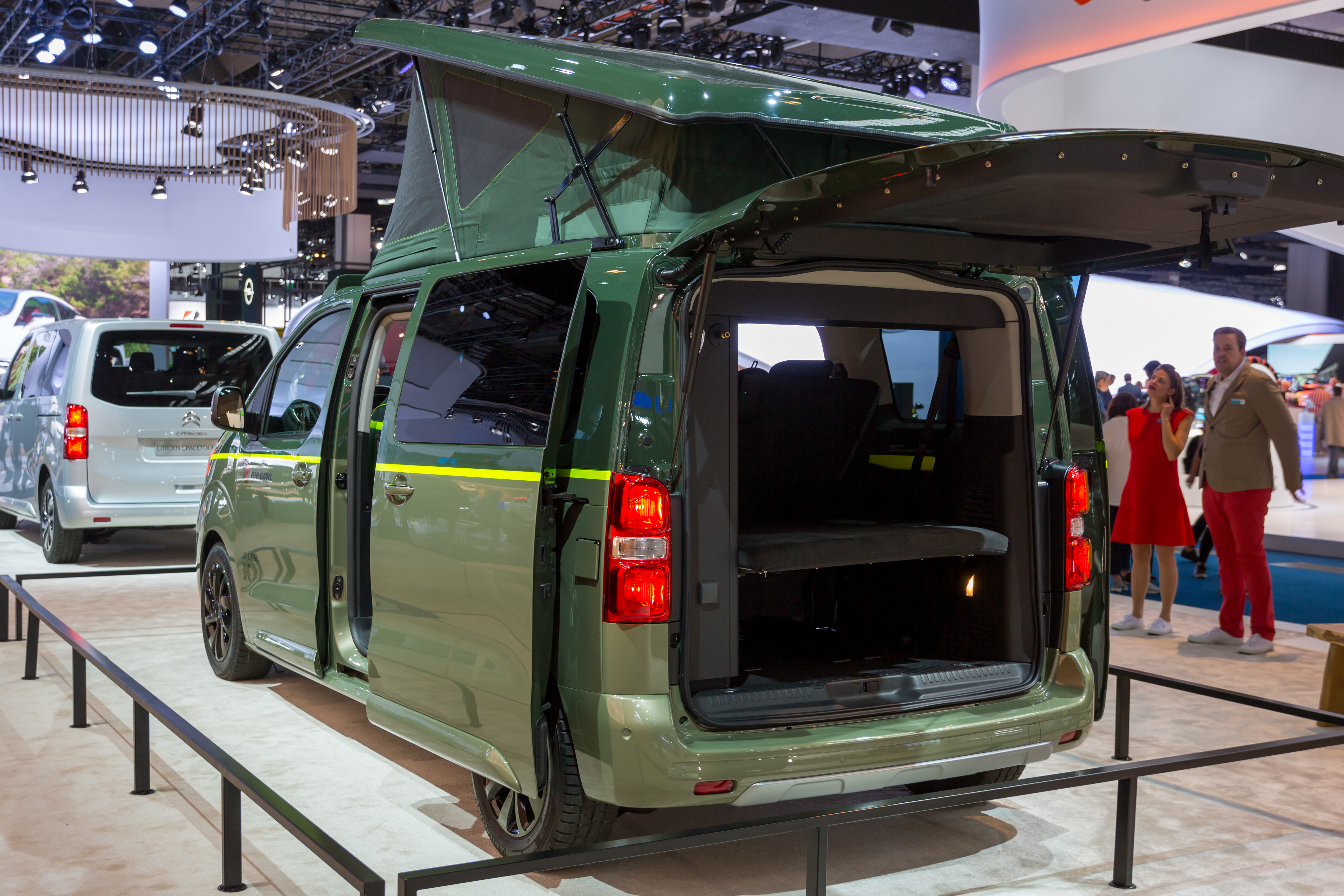
Spacetourer RIP Curl Concept
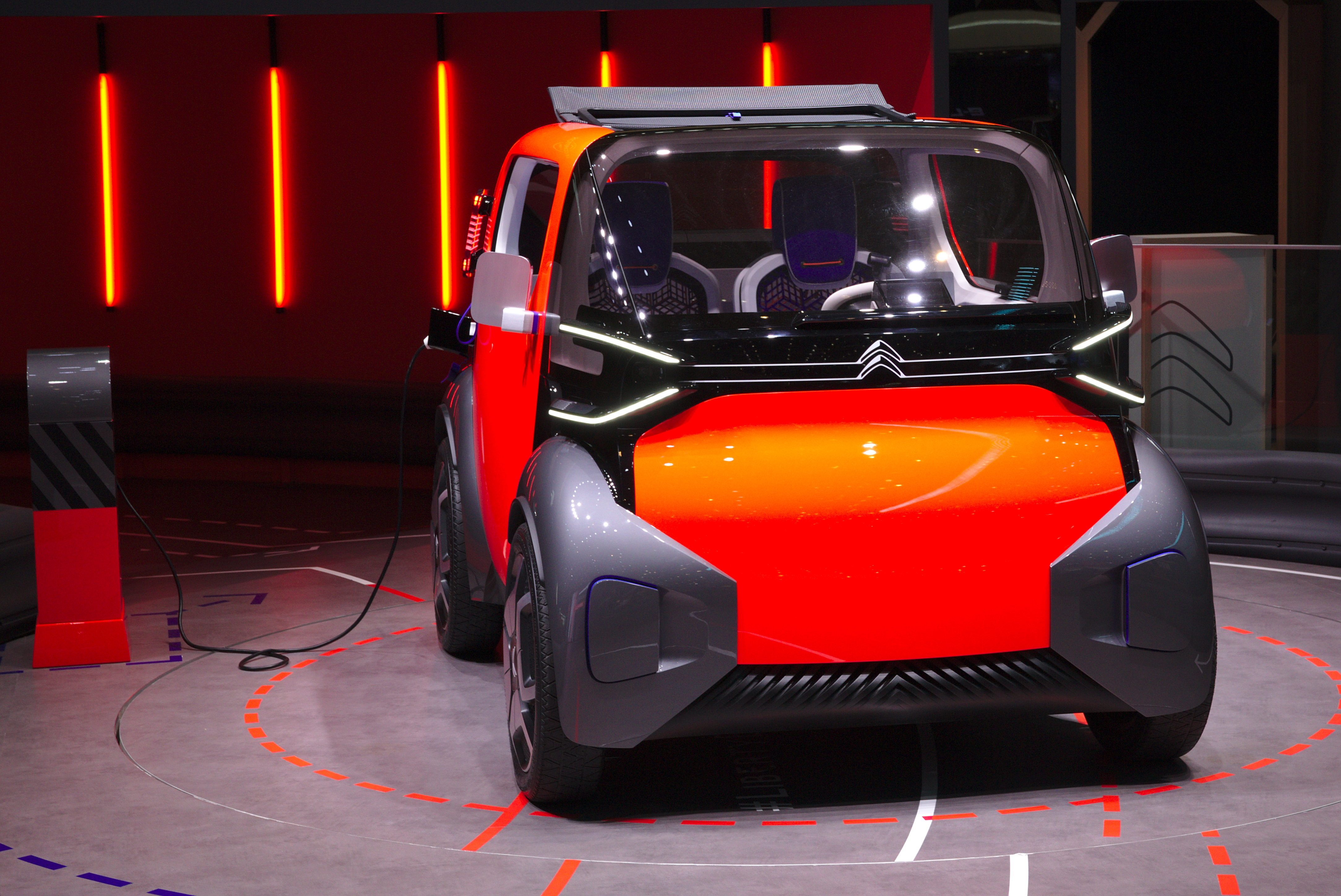
Ami One
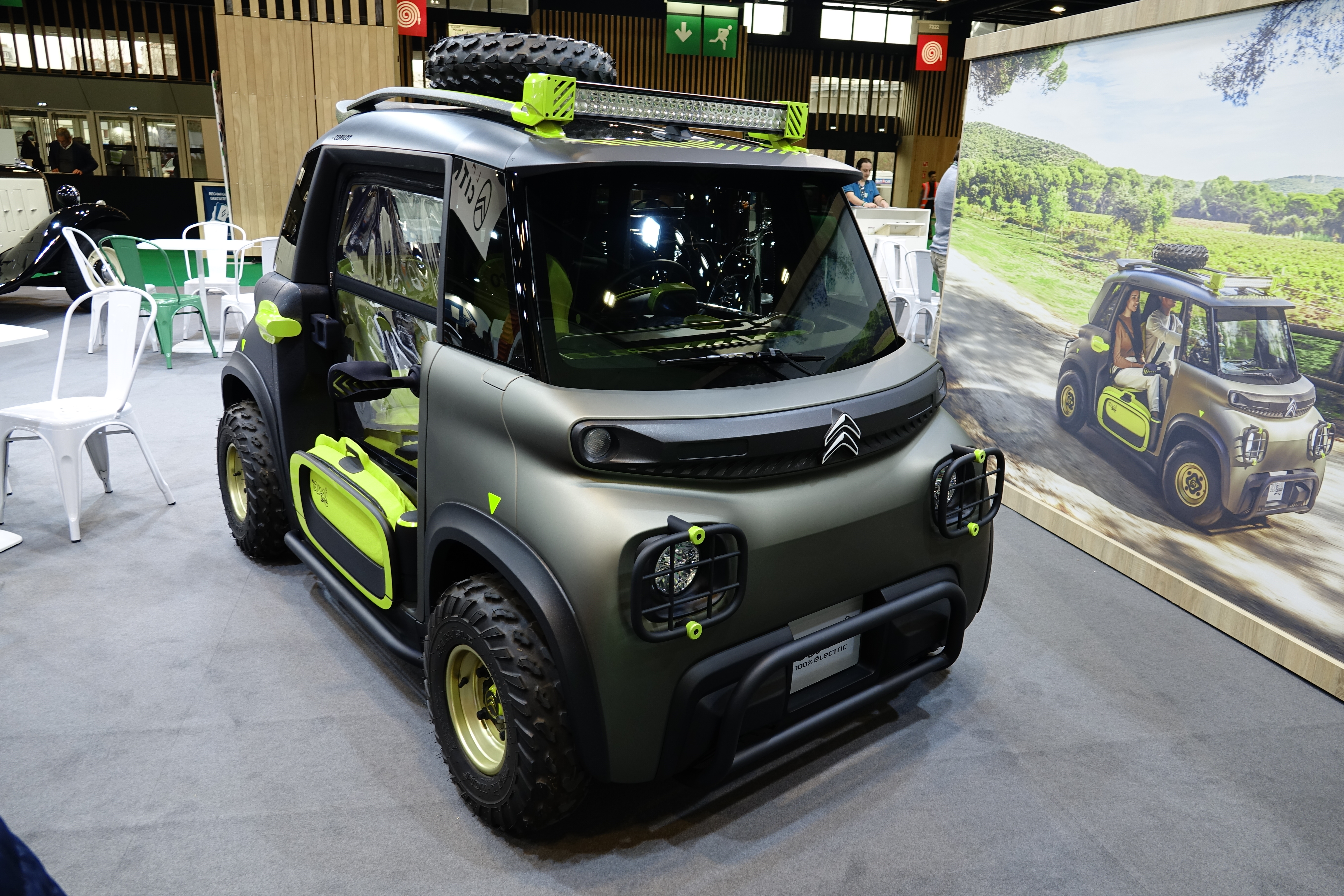
My Ami Buggy Concept
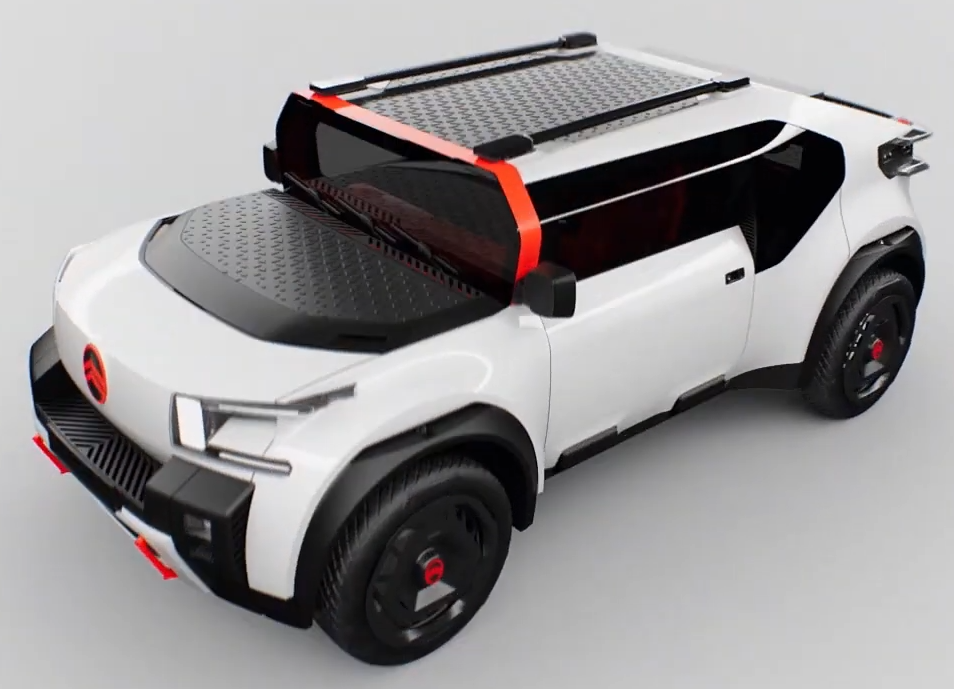
Citroën Oli

La marca tiene una especie de museo llamado Le conservatoire Citroën donde guarda la historia de sus modelos con modelos de producción, competición y prototipos.